# 町田駅
町田駅（まちだえき）は、東京都町田市原町田にある、東日本旅客鉄道（JR東日本）・小田急電鉄の駅である。

## 概要
町田市の中心駅であり、JR横浜線と小田急小田原線が乗り入れる、多摩地域における主要駅の1つである。JR横浜線は全ての営業列車、小田急小田原線は一部特急「ロマンスカー」を除く全ての営業列車が停車する。小田急線では3番、横浜線では1番の乗降客数を誇り、2社を合算した1日平均乗降人員は約45万人と多摩地域で最も多い。小田急とJRの駅は徒歩で5分程距離が離れており、両駅間を連絡するペデストリアンデッキは乗換客や買い物客で人通りが非常に多い。
南多摩地域の拠点駅として機能しており、駅周辺は百貨店や専門店、飲食店などが集積する首都圏屈指の繁華街として発展しているため、市内のみならず神奈川県県央地域からも多くの買い物客を集める。小田急の駅舎は小田急百貨店町田店と直結している。路線バスの拠点でもあり、多くの神奈中バスが当駅を発着する。神奈川県相模原市との都県境付近に位置しており、JR線の南口駅前一部住所は相模原市南区上鶴間本町となる。また両鉄道路線共に一度神奈川県を経由しないと東京都の他の自治体に向かうことができない。

### 乗入路線
JR東日本横浜線と、小田急小田原線の2路線が乗り入れ、接続駅となっている。また、各路線ごとに駅番号が付与されている。
- JR東日本： 横浜線 - 駅番号「JH 23」
- 小田急電鉄： 小田原線 - 駅番号「OH 27」

## 歴史

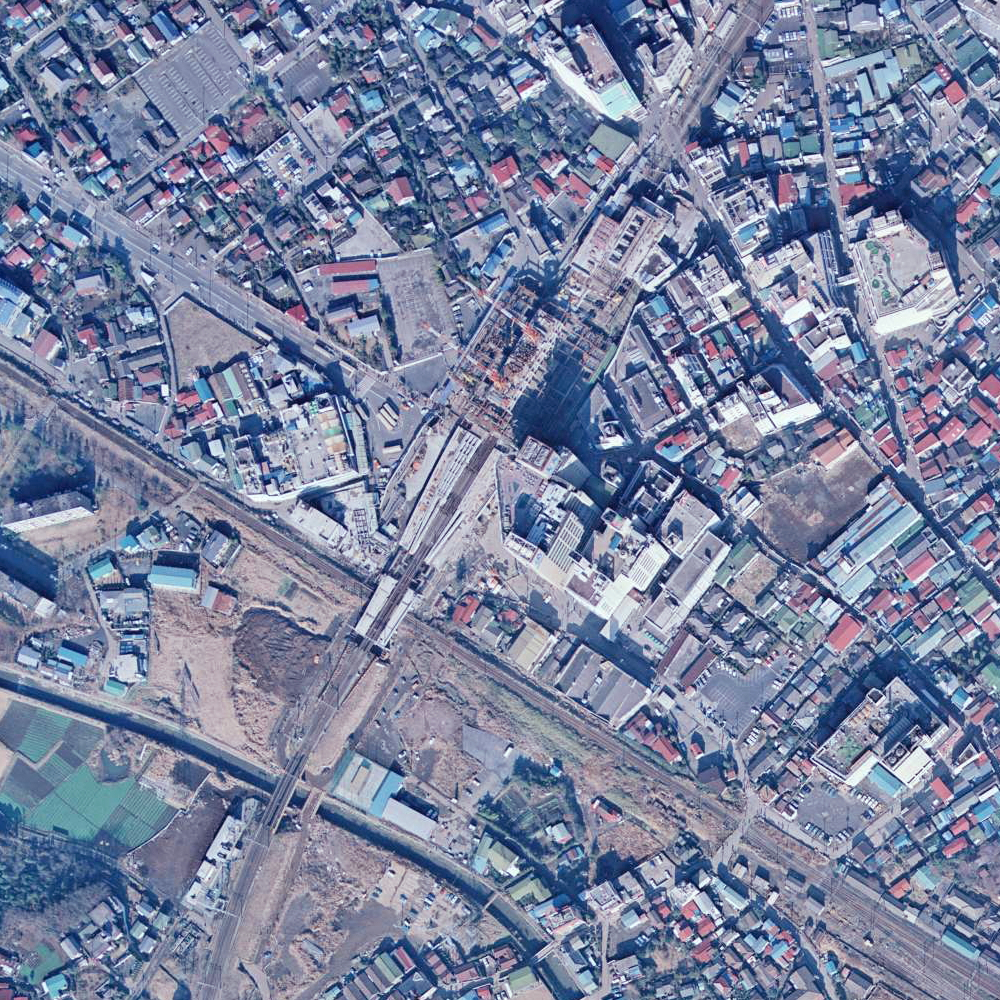
原町田駅・新原町田駅（当時）周辺の空中写真（1975年1月撮影）

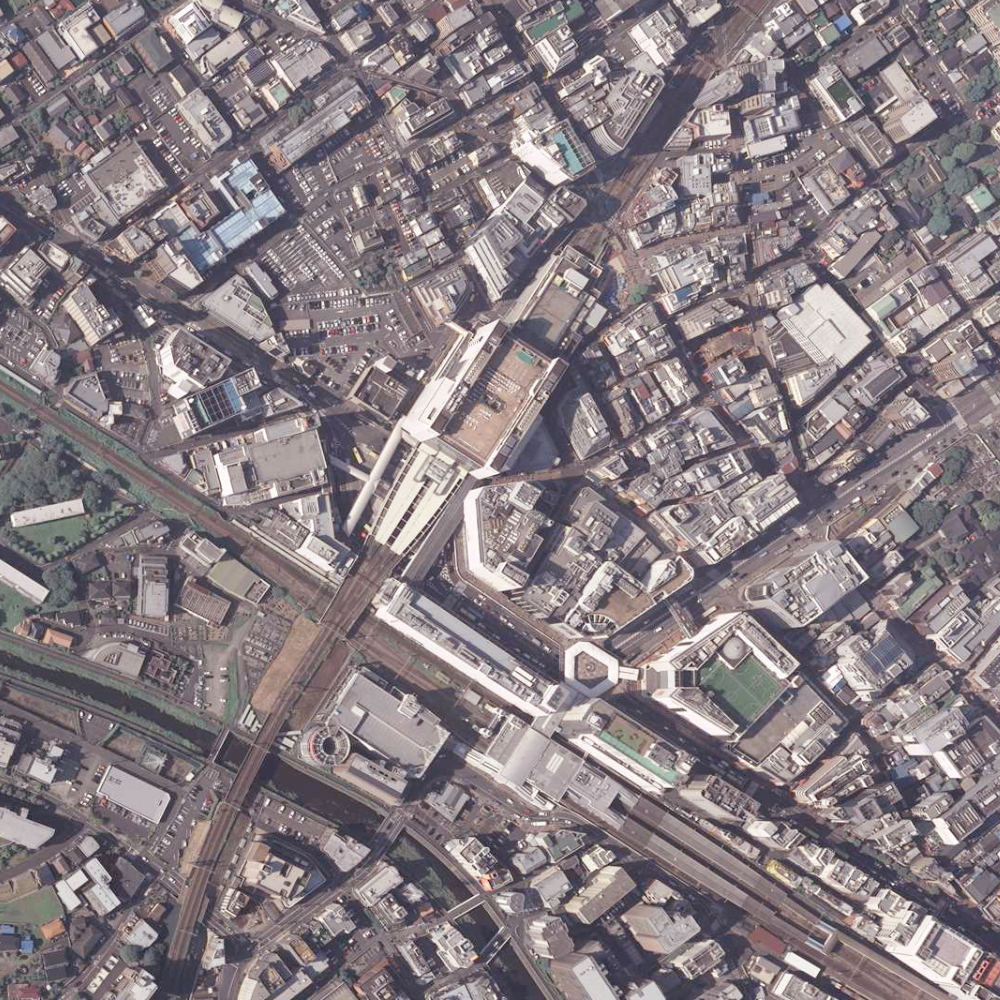
町田駅周辺の空中写真（2019年8月撮影）

### 年表

#### JR東日本
- 1908年（明治41年）9月23日：横浜鉄道東神奈川駅 - 八王子駅間開通時に、原町田駅（はらまちだえき）として開設[2] [3]（北緯35度32分25秒 東経139度26分55.5秒 / 北緯35.54028度 東経139.448750度）。
- 1910年（明治43年）4月1日：横浜鉄道を鉄道院が借上げ[2]。
- 1917年（大正6年）
  - 5月23日 - 8月5日：原町田駅 - 橋本駅間で輸送力増強のための標準軌化試験が実施。
  - 10月1日：国有化、鉄道院横浜線の駅となる。
- 1923年（大正12年）9月1日：関東大震災に伴い、駅舎損壊。
- 1932年（昭和7年）10月1日：東神奈川駅 - 当駅間が直流電化。当駅構内も電化され、横浜線は当駅で運行系統が分断。
- 1937年（昭和12年）12月20日：当時座間にあった陸軍士官学校皇族舎へ向かう昭和天皇のお召し列車が発着（以降、1939年 - 1942年に運行）[4]。
- 1941年（昭和16年）4月5日：当駅 - 八王子駅間直流電化、横浜線全線の直通運転が電車により再開。
- 1949年（昭和24年）6月1日：公共企業体である日本国有鉄道が発足。
- 1972年（昭和47年）3月5日：開設時より行われていた貨物取扱廃止[2]。
- 1977年（昭和52年）：宮廷ホーム（皇室専用ホーム）解体[5]。
- 1979年（昭和54年）9月30日：当時の原町田駅北西側にあった谷口踏切廃止[6]。
- 1980年（昭和55年）
  - 4月1日：駅前再開発に伴い、小田急線町田駅（旧・新原町田駅）側へ移転、町田駅に改称[2][7] [3]。
  - 10月24日：小田急町田駅とを結ぶペデストリアンデッキが完成[8]。
- 1981年（昭和56年）12月24日：ホームと駅事務室を結ぶ車椅子専用エレベーターが使用開始[9]。
- 1983年（昭和58年）
  - 10月22日：南口の上りエスカレーター（横浜方）を使用開始[10]。
  - 10月29日：まちだターミナルプラザ開業。旧東口改札を同施設内へ移設、ターミナル改札口として使用開始[10]。
- 1985年（昭和60年）3月14日：荷物扱い廃止[2]。
- 1987年（昭和62年）4月1日：国鉄分割民営化に伴い、東日本旅客鉄道（JR東日本）の駅となる[2]。
- 1992年（平成4年）3月26日：原町田橋開通に伴い、町田天満宮前の厚木踏切使用終了[11]。
- 1994年（平成6年）2月10日：中央改札口に自動改札機新設[12]。
- 2001年（平成13年）11月18日：ICカード「Suica」が利用可能となる[JR東 1]。
- 2005年（平成17年）9月20日：3番線誤乗防止のため上りのみ発車メロディ変更。新しい曲は「スプリングボックス」。
- 2006年（平成18年）
  - 2月14日：この日までに改札内コンコース延伸工事完了。エレベーター、エスカレーター専用通路使用開始[13]（店舗は未開業）
  - 3月：改札内コンコースにNEWDAYS、Beck's coffee shop等が開業。
- 2009年（平成21年）10月：駅構内などに設置されている案内サインの大半が、新しい省エネタイプ（薄型反射透過フィルム型）に更新される。
- 2013年（平成25年）：「横浜線よくするプロジェクト」の一環でホーム照明のLED化、中央改札の案内サイン改装を実施。
- 2014年（平成26年）2月9日：ターミナル改札に駅遠隔操作システム（現・お客さまサポートコールシステム）を導入。
- 2016年（平成28年）12月17日：4番線車掌側1両分に、新形式の「スマートホームドア」を試行導入[JR東 2]。
- 2017年（平成29年）
  - 7月29日：4番線八王子方2扉除く1編成分に「スマートホームドア」を拡大試行導入[JR東 3]。
  - 9月23日：4番線八王子方最前部2扉分に「スマートホームドア」を拡大試行導入[JR東 4]。
- 2019年（令和元年）8月31日：この日限りでびゅうプラザ営業終了[14]。
- 2020年（令和2年）
  - 1月12日：4番線「スマートホームドア」が改良に伴い、撤去[JR東 5]。
  - 12月25日：4番線に、開口部やバー収納部改良を加えた「スマートホームドア」を導入[JR東 6][JR東 5]。また、1番線にも同様の「スマートホームドア」を導入[JR東 6][JR東 5]。
- 2025年（令和7年）7月29日：2・3番線で「スマートホームドア」の使用を開始[JR東 7]。

#### 小田急電鉄
- 1927年（昭和2年）
  - 4月1日：鶴川、町田住民らの強い働きかけにより、新原町田駅（しんはらまちだえき）として開設[3]。
  - 10月15日：急行新設、停車駅となる。
- 1929年（昭和4年）4月1日：小田急江ノ島線大野信号所（現・相模大野駅） - 片瀬江ノ島駅間開業。旅客営業上での小田原線と江ノ島線の乗換駅は新原町田駅となる。
- 1938年（昭和13年）4月1日：大野信号所が通信学校前駅として駅に昇格し、旅客営業上での乗換駅も同駅に変更。
- 1944年（昭和19年）11月：太平洋戦争の戦況悪化に伴い、急行の運行が中止される。
- 1945年（昭和20年）6月：従来、新宿駅 - 稲田登戸駅（現：向ヶ丘遊園駅）間のみの各駅停車が全線で運行されることとなり、各駅停車の停車駅となる。同時に「直通」は廃止される。
- 1946年（昭和21年）10月1日：準急が設定され、停車駅となる。
- 1949年（昭和24年）10月1日：急行が復活し、停車駅となる。
- 1955年（昭和30年）3月25日：通勤急行が設定され、停車駅となる。
- 1957年（昭和32年）10月：ホーム有効長が6両編成に対応した110 mとなる[15]。
- 1958年（昭和33年）12月23日：小田急ストア町田店（現：小田急OX）開業[16]。
- 1960年（昭和35年）3月25日：通勤準急新設、停車駅となる。
- 1967年（昭和42年）
  - 4月27日：「えのしま」停車開始[17]。
  - 8月：「あしがら」停車開始[17]。
- 1971年（昭和46年）
  - 10月1日：「あさぎり」停車開始[18]。
  - 12月：町田駅ビル建設着工[19]。
- 1976年（昭和51年）
  - 4月11日：町田駅に改称。
  - 9月23日：町田駅ビル完成、小田急百貨店町田店開業。
- 1980年（昭和55年）
  - 4月1日：国鉄原町田駅が当地へ移転のうえ、町田駅に改称。
  - 10月24日：国鉄町田駅とを結ぶペデストリアンデッキが完成[8]。
  - 12月：ホーム小田原方にホーム連絡跨線橋および小田急百貨店改札口を新設[20]。
- 1996年（平成8年）：「はこね」停車開始。
- 1998年（平成10年）：「えのしま」停車駅変更により全便通過となる。
- 1999年（平成11年）：特急愛称整理に伴い「サポート」、「ホームウェイ」停車開始。
- 2001年（平成13年）3月16日：改札内コンコースとホームを結ぶエレベーターが使用開始[21]。
- 2002年（平成14年）3月22日：湘南急行が設定され、停車駅となる[22]。
- 2004年（平成16年）
  - 3月20日：改札内にトイレが設置される[23]。
  - 12月11日：「さがみ」停車開始。快速急行、区間準急が設定され、停車駅となる[24]。
- 2006年（平成18年）
  - 2月：駅構内のリニューアル工事が完了。エスカレーターの増設や改札外トイレの改装などが行われる。
  - 2月23日：駅構内に自動体外式除細動器 (AED) が設置される。
  - 3月：上下ホームに待合室が設置される。
- 2010年（平成22年）9月：小田急ツインパル町田が駅高架橋耐震補強工事と同時に、改装のために閉館。
- 2011年（平成23年）
  - 12月7日：旧：小田急ツインパル町田を改装する形で小田急マルシェ町田が開館。
- 2012年（平成24年）3月17日：ロマンスカー「あさぎり」停車駅変更により全便通過となる。
- 2016年（平成28年）8月下旬：行先案内表示装置を、フルカラーLED式に順次更新し、9月上旬に全機交換が完了した。
- 2018年（平成30年）3月17日：小田急ダイヤ改正により、新設された通勤準急の停車駅となる[25]。
- 2019年（令和元年）10月28日：改札外コンコースに個室型コミュニケーションブース「テレキューブ」が設置される。
- 2022年（令和4年）6月22日：ホームドアの設置準備工事が開始される。
- 2023年（令和5年）
  - 11月15日：ホームドア設置工事に伴い、列車の停止位置目標が変更される。
  - 12月16日：東口改札の終日無人化に伴い、自動券売機を北口改札横に移設。
- 2024年（令和6年）
  - 2月17日：上りホーム（3・4番線）に特急車両対応の大開口ホームドアが使用開始。
  - 3月2日：下りホーム（1・2番線）に特急車両対応の大開口ホームドアが使用開始。

### 駅名の由来

#### JR東日本
駅開設当時の「原町田」とは、駅所在地の地名から名付けられた。その後、駅が小田急線町田駅側に移築されたことに伴い、「町田」と改称された。当時横浜線の主力車両だった103系電車が当駅止まりとして運行される場合の方向幕では、当初は「町田」に置き換えられずに「原」の文字だけ消されて「　町田」となったものもあった。
改称に際しては、国鉄は当初既に存在していた宮原線（1937年開業→1984年廃止）「町田駅」と駅名が重複していたことから、難色を示した。しかし、大阪府出身の当時の町田市長、大下勝正が、東北本線福島駅（福島市）と大阪環状線福島駅（大阪市福島区）の事例を取り上げ、「既に重複している例はある」と国鉄を説き、改称にこぎつけている。

#### 小田急電鉄
「原町田」に新しく設置された駅という意味で「新原町田」として開設された。その後、町田市の玄関口として駅周辺が発展したことに伴い、駅の大規模改良工事完成を半年後に控えた1976年4月に「町田」と改称された。

## 駅構造

### JR東日本
島式ホーム2面4線を持つ地上駅で、橋上駅舎を有している。
プラットホームは1980年の駅舎移転時に移設し、有効長は10両編成分 (220 m) が確保されている。ただし2021年現在、全列車が8両編成で運行されていることから、横浜方の2両分には転落防止柵が設置されている。また、これまでホームドアは設置されていなかったが、4番線でJR東日本メカトロニクスが開発した「スマートホームドア」と呼ばれる新形式のホームドアを試行導入することが決まり、2016年12月17日始発から車掌側1両分に試行導入された。その後、機器の改良を行った上で、2017年7月29日始発から八王子方2扉分を除く1編成分に、2017年9月23日始発から八王子方最前部2扉分に拡大された。さらに、開口部やバーの収納部などの改良を加えた「スマートホームドア」を設置するため、2020年1月12日に4番線に導入された「スマートホームドア」を一旦撤去し、2020年12月25日から1番線と4番線に改良型を導入した。
改札口は中央改札とターミナル改札口（旧：原町田駅付近）の2か所で、それぞれ2階にある。中央改札は、北側（小田急町田駅西口、バスセンター側）が中央口北口、南側（ヨドバシ側）が中央口南口となっている。南口のヨドバシカメラ側（八王子方）の上りエスカレーターならびにエレベーターは開業に合わせて自費で設置したもので、現地には寄贈プレートが設置されており、現在は相模原市が維持管理を行っている。ペデストリアンデッキ上の屋根設置に伴い、北口の駅名標は以前よりも見えにくくなっている。また、南口の駅名標は2013年に撤去されて以降、再設置されていない。ターミナル改札口はSuica導入後も有人改札のままで、Suicaが使えなかったが、2006年頃に自動改札機を設置したのに合わせて対応した。なお、ターミナル改札口は、2014年2月9日の駅遠隔操作システム（現・お客さまサポートコールシステム）の導入に伴い、遠隔対応のため改札係員は終日不在となっている。中央改札付近にみどりの窓口と指定席券売機が設置されている。
2005年から続いていたバリアフリー対応改装工事は終了し、エレベーターならびにエスカレーター専用通路が設置され、また新設のコンコース脇にはNewDays、BECK'S COFFEE SHOP、ジューサーバー (JEFB) が開業し、同時にトイレの改装と冷暖房取り付け工事も完了した。この改装前から設置されていた八王子方のエレベーターは、ホームと駅事務室を連絡する車椅子使用者専用のものであり、エスカレーターは上りのみであった。改装前に存在したエスカレーター部分は現在階段となっている。
横浜線はすべての定期旅客列車が停車する。土休日に運転されていた臨時列車「はまかいじ」は設定当時からの停車駅だった。
直営駅（駅長配置）であり、管理駅として、成瀬駅・古淵駅を管理下に置いている。

#### のりば
北口側が1番線である。また、外側2線（1番線と4番線）が主本線、内側2線（2番線と3番線）が副本線（待避線）となっている。
| 番線 | 路線   | 方向 | 行先                         | 備考            |
| ---- | ------ | ---- | ---------------------------- | --------------- |
| 1・2 | 横浜線 | 上り | 新横浜・東神奈川・桜木町方面 |                 |
| 3・4 | 横浜線 | 下り | 橋本・八王子方面             | 一部列車は2番線 |

（出典：JR東日本:駅構内図）
- 内側の線路（待避線）のうち2番線は上下ともに発着可能、3番線は上り方面からの到着および上下の発車が可能である。
- 当駅の1番線において夜間停泊が行われる。これは、八王子発当駅止まりの終電として1番線に到着した電車が翌朝の東神奈川行き（平日）、磯子行き（土休日）として運用されるものである。そのため、1番線に列車が停車中の早朝時間帯はすべての上り列車が2番線からの発車になる。

| 運転番線 | 営業番線 | ホーム | 東神奈川方面着発 | 橋本・八王子方面着発 | 備考       |
| -------- | -------- | ------ | ---------------- | -------------------- | ---------- |
| 1        | 1        | 8両分  | 出発可           | 到着可               | 上り主本線 |
| 2        | 2        | 8両分  | 到着・出発可     | 到着・出発可         | 上り副本線 |
| 3        | 3        | 8両分  | 到着・出発可     | 出発可               | 下り副本線 |
| 4        | 4        | 8両分  | 到着可           | 出発可               | 下り主本線 |

#### 駅構内設備
- 改札口 2か所
  - 中央改札
  - ターミナル改札口
- 店舗
  - プレミィ・コロミィ（中央口改札外）
  - さぬき菓匠 松風庵 かねすえ（同上）
  - NewDays（中央口改札内）
  - CHA BAR（同上）
  - BECK'S COFFEE SHOP（同上）
- エレベーター（中央口コンコース - 各ホーム）
- エスカレーター（東神奈川寄り）
- トイレ（中央口改札内）
- ベビー休憩室（中央口改札外）
- みどりの窓口（同上）
- VIEW ALTTE ATM（同上）
- みずほ銀行 ATM（同上）
- きらぼし銀行 ATM（同上）

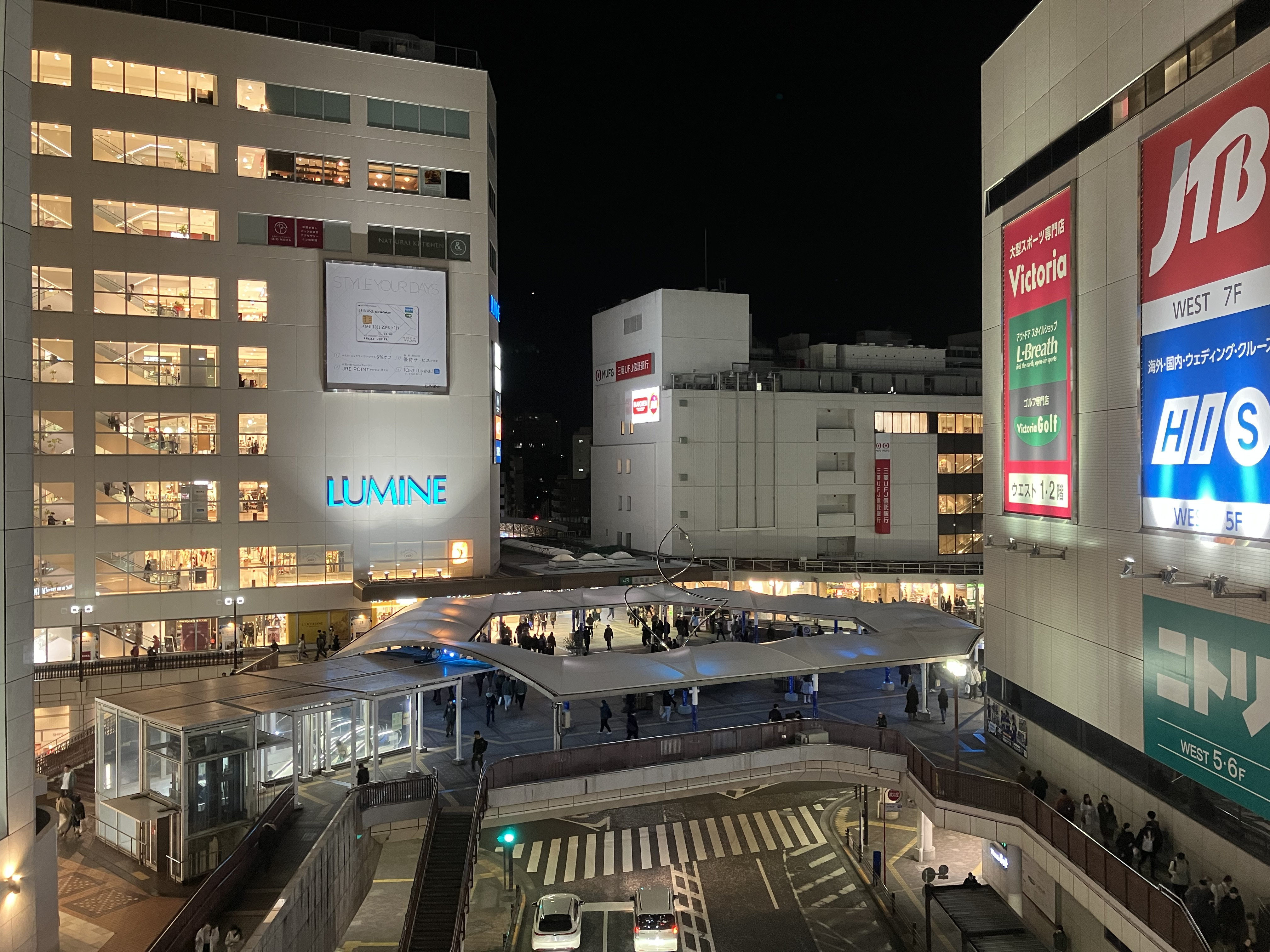
JR町田駅北口（2024年11月）
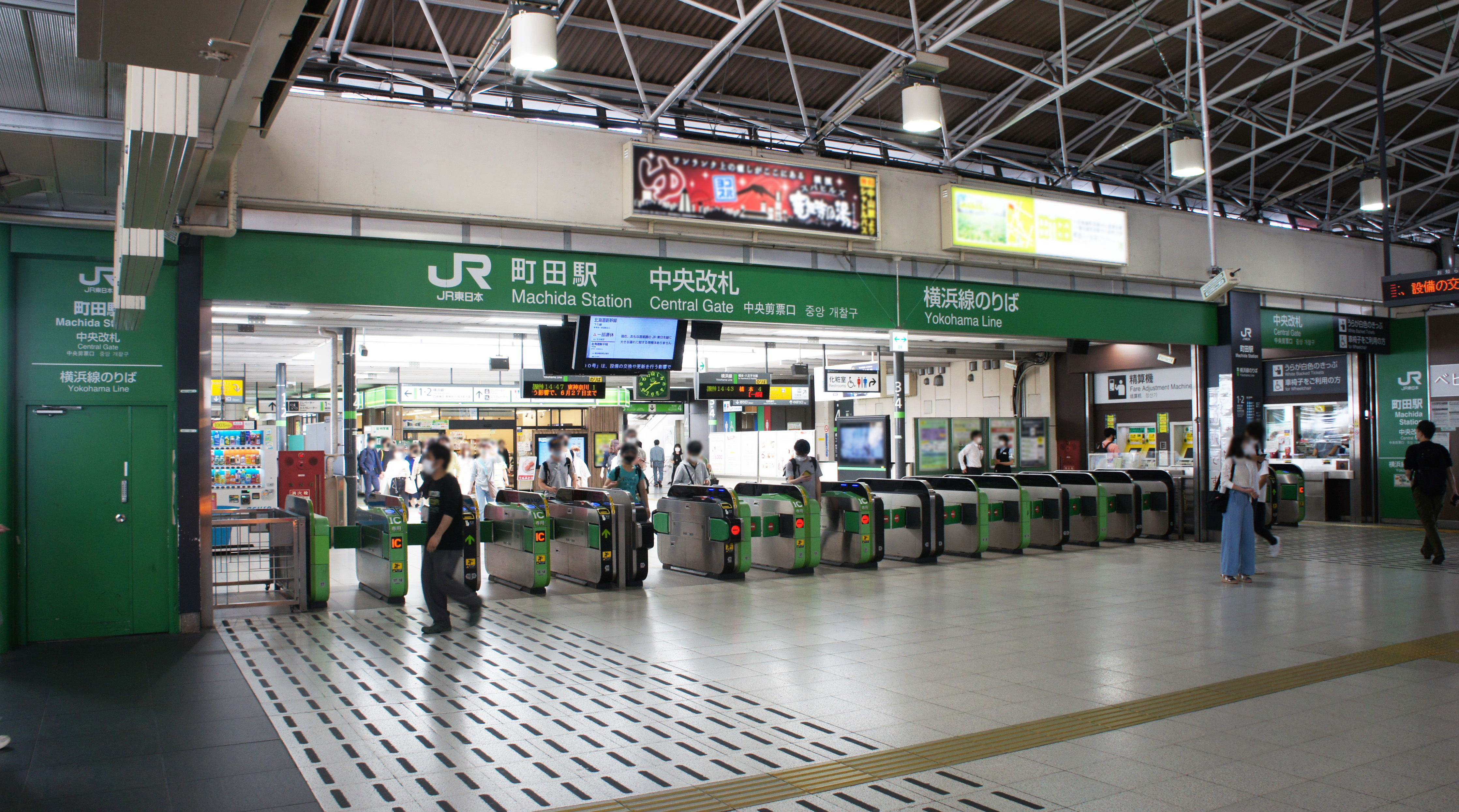
中央改札（2021年5月）
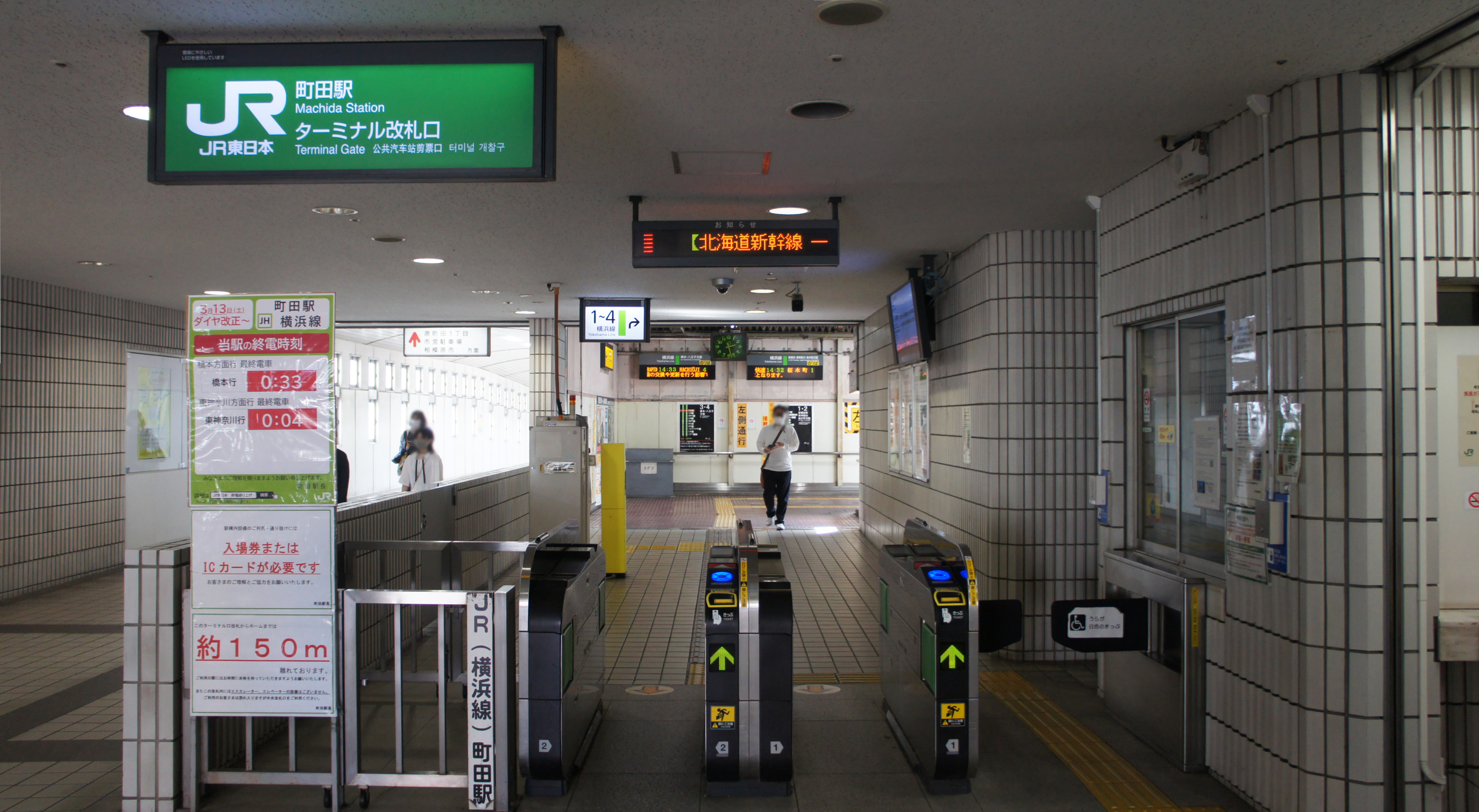
ターミナル改札口（2021年5月）
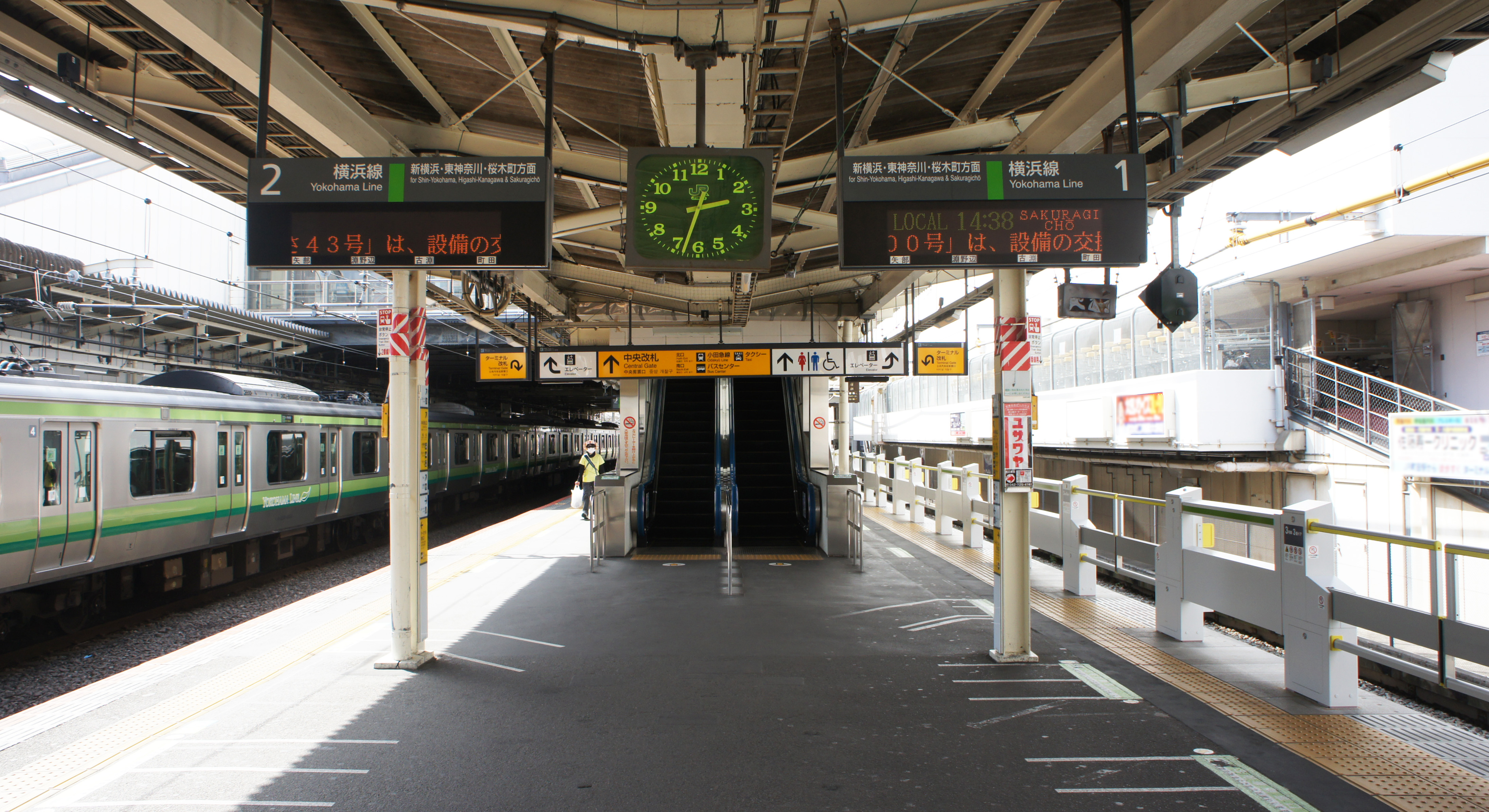
1・2番線ホーム（2021年5月）
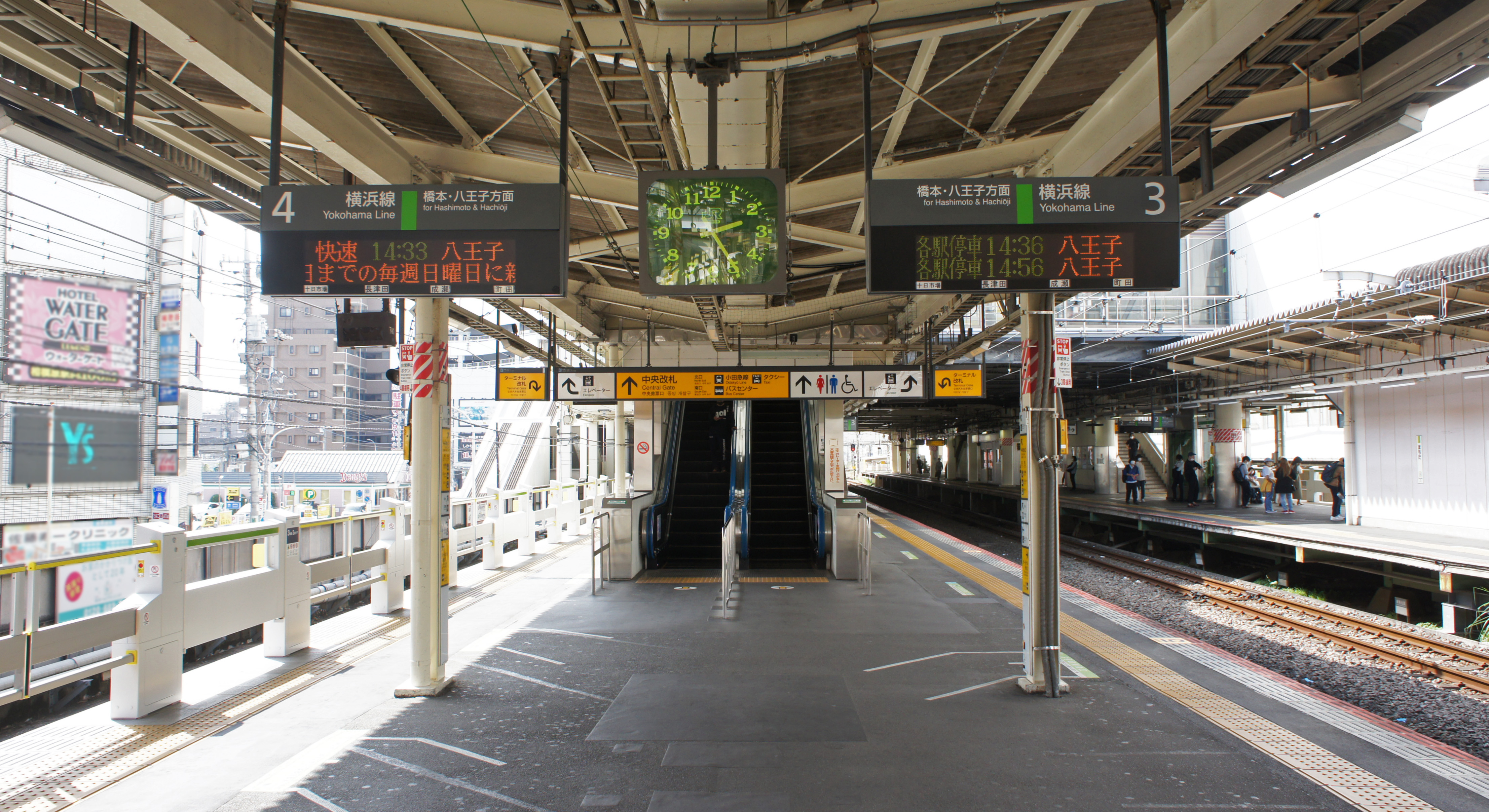
3・4番線ホーム（2021年5月）

#### 横浜線の駅の移転
明治時代に横浜鉄道（現：横浜線）が開業した当初、原町田の中心地は現在の町田市立中央図書館などのある原町田二丁目付近であり、原町田駅もここに近い位置に設置された。大正後期より昭和初期の小田原急行鉄道（現：小田急小田原線）の建設の際、元々本町田（現在の玉川学園前駅の東方）から成瀬、金森方面へ抜ける経路で計画されていた路線を原町田方面経由に変更した際、原町田周辺が多摩丘陵と相模原台地の境界部であり、周囲には深く切り立った渓谷（芹ヶ谷戸、現在の芹ヶ谷公園）や高い丘陵を避けるため北西へ迂回したことになり、路線の開業時に新原町田駅は当時の市街地から離れた場所に設置されることとなった。現在でも玉川学園前駅から相模大野駅にかけては急で長い勾配が存在する。
その後、両路線や原町田が発展するようになり、国鉄横浜線と小田急小田原線が事実上の乗換駅となったものの、2つの駅の距離は離れており、バス停留所もそれぞれ独立した場所にあったため、利用客などから駅を移設して乗り換えを便利にして欲しいという声が高まっていた。大勢の乗り換え客がそれぞれの駅に向かって走るので、経路になった道路は通称『マラソン道路』（または「かけ足道路」）と呼ばれていたほどである。
そこで、町田市などは横浜線の駅を小田原線と横浜線の交差地点近くに移設しようと計画したが、これに対して2つの間にある商店街が猛烈に反対を唱えた。というのも、乗り換え客の中には途中でこのような商店街に立ち寄る人も非常に多く、駅が移設してしまうとこのような客がいなくなる恐れがあったからである。その後も反対運動が続けられ、4千人を超える署名が集められた。その後の交渉で、
1. 現状のままにする。
2. 横浜線の駅を小田原線の駅に近付ける。
3. 横浜線の駅を小田原線の駅に隣接させる。

の3案が出され、長い交渉を経て2.の案に決定した。
こうして横浜線の駅は移設することになったが、これは商店街の声も一部配慮したものであった。連絡通路による乗り換えには約5分掛かり、ラッシュ時などはそれ以上の時間を要する場合もある。

### 小田急電鉄
島式ホーム2面4線を有する高架駅。現駅舎は地上11階地下1階建（表記上地上9階）の駅ビル（小田急百貨店）の2階と3階の間（中3階部分）を鉄道が貫くという珍しいスタイルで建設された駅である。傾斜地にあるため、新宿寄りではホーム（中3階）は地平でコンコース（2階）は地下に当たるが、相模大野寄りではホームは高架で、コンコースも地平より高い位置にある。
利用客の多さに比べホーム幅は狭い。2005年から2006年にかけて行われた駅構内のリニューアル工事で、改札内コンコースの案内表示やエスカレーターの増設やトイレの設置、改札外コンコースのトイレの改装などが行われた。2005年7月に行われた調査により、改札外天井部分にアスベストを含有した吹き付け材が用いられていることが確認されたため、2005年11月から2006年5月にかけて撤去作業を行った。
小田急電鉄の管区長、駅長所在駅。町田管区として登戸駅 - 当駅（小田原線）ならびに新百合ヶ丘駅 - 唐木田駅（多摩線）間、町田管内として柿生駅 - 当駅（小田原線）間を管理している。
改札口は全部で5か所あり、駅ビルの2階（ホームの下の階）のコンコースには、西口（南西）、北口（北西）、東口（北東）、南口（南東）がある（カッコ内は実際の方角）。また、3階（ホームの上の階）には小田急百貨店口があるが、これは百貨店内に直結しているため百貨店の営業時間帯以外は利用できない。
駅が南側から北側に向かっての傾斜地にあるため、JRの駅、バスセンターがある相模大野寄りの南西側（西口側）では、改札口のある2階は地面の高さから上がる必要がある。JR中央口北口と町田バスセンターから西口へはデッキで直接結ばれているが、改札面よりデッキの方が高い位置のため、若干下る。北口出口(2)（百貨店エスカレータ横、西側）は地面と百貨店2階の改札口の間に段差がない。ただし、接続道路は南西側（バスセンター側）へ下り、北東側（北口側）へ上る。新宿寄りの駅のすぐ北東側には玉川学園前8号踏切（通称第一踏切）があり、北側（東口）、西側（南口）から改札へは階段を降りることになる。駅構内改札付近と南口方面への間には段差があり、改札より南口、東口地下道（町田地下歩道）への通路が若干低い。

#### のりば
| ホーム | 路線     | 方向 | 行先                   |
| ------ | -------- | ---- | ---------------------- |
| 1・2   | 小田原線 | 下り | 小田原・片瀬江ノ島方面 |
| 3・4   | 小田原線 | 上り | 新宿・ 千代田線方面    |

- 内側2線（2番線と3番線）が主本線、外側2線（1番線と4番線）が副本線となっている。
- 新宿方に6両編成まで対応の引き上げ線が1本あり、小田原線からの列車を中心に当駅で折り返す列車がある。2022年3月改正以前は江ノ島線からの列車が中心だった。
- 上り列車を2番ホーム着として、折り返し下りとして運転することも可能な構造である。2018年3月17日現在、朝を中心に当駅2番ホーム止まりの折り返し下り列車が存在する（人身事故などでダイヤが乱れた場合は当駅止まりが臨時で2番ホームに到着することもある）。その場合は、1番ホームに特急ロマンスカーを含めた下り列車が発着する。
- 上り列車は当駅で緩急接続を行う列車が多い。なお、2016年3月26日改正以降、日中時間帯の上り各駅停車は当駅で優等列車の待ち合わせ・通過待ちを行う。
- 当駅は新宿駅と同様の発車ベルがあるが、各方面最終列車の発車時及び輸送混乱時にのみ使用している。
- 2011年6月26日から、当駅の混雑緩和を図るため、3・4番ホームの8両編成の列車の停車位置が約40m後方（相模大野寄り）になった。
- 土休日の午前中には、当駅始発の急行新宿行きが数本設定されている。

#### 駅構内設備
- 改札口 5か所

西口改札、北口改札、東口改札、南口改札、小田急百貨店改札口 - 小田急百貨店営業時間以外は閉鎖。
- 店舗
  - セブンイレブン -西口改札外、上りホーム、下りホームの計3店舗。
  - FORESTY COFFEE - 改札内コンコース。
- エレベーター（2階改札内コンコース - 各ホーム）
- エスカレーター（2階改札内コンコース - 各ホーム、各ホーム→小田急百貨店改札口）
- トイレ - 2階改札内コンコース、東口改札外。
- 待合室 - 各ホームに1か所ずつの合計2か所。
- 横浜銀行ATM - 北口出口(3)付近、南口改札外脇。

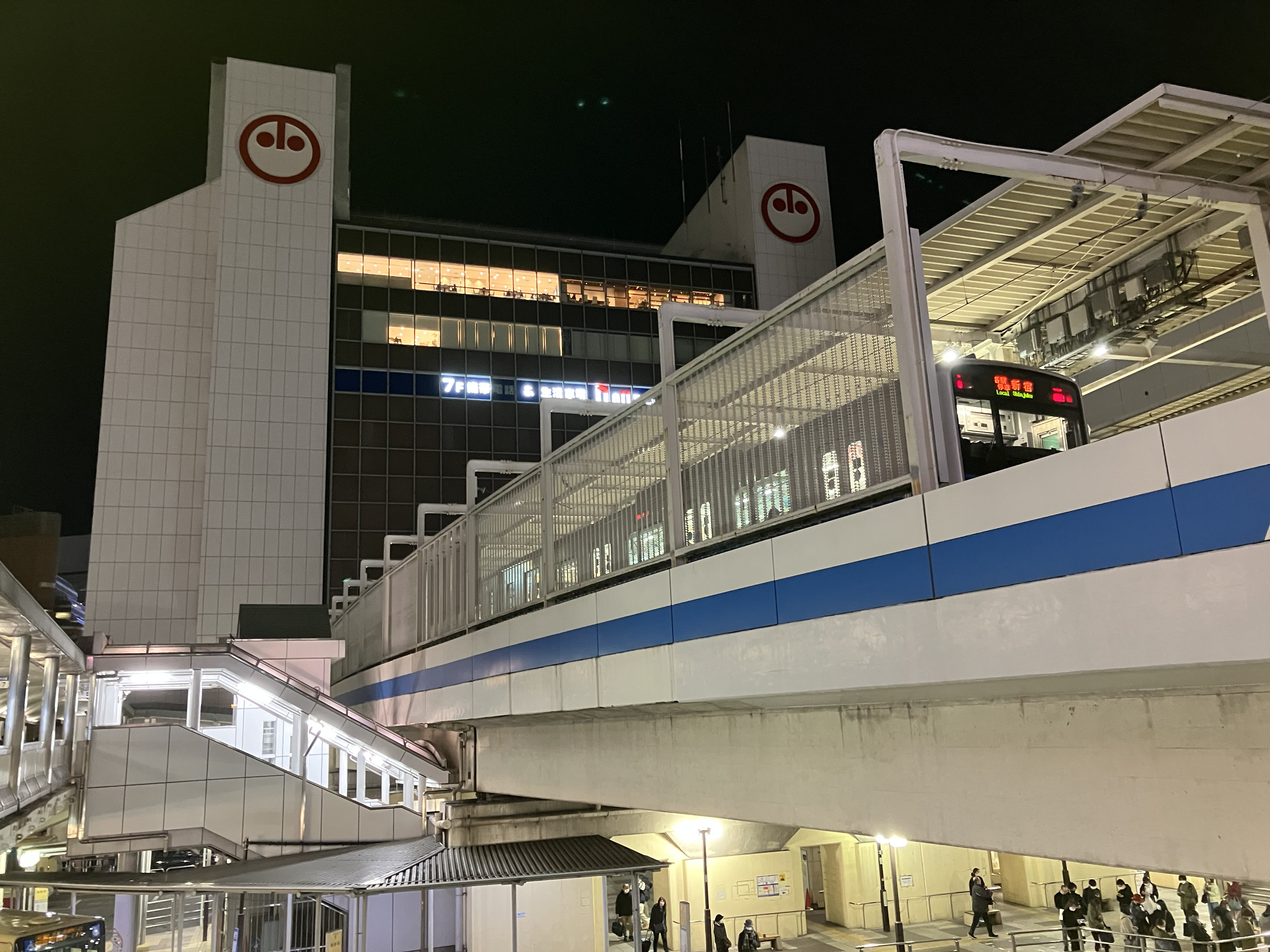
小田原側から見た小田急町田駅外観（2024年11月）
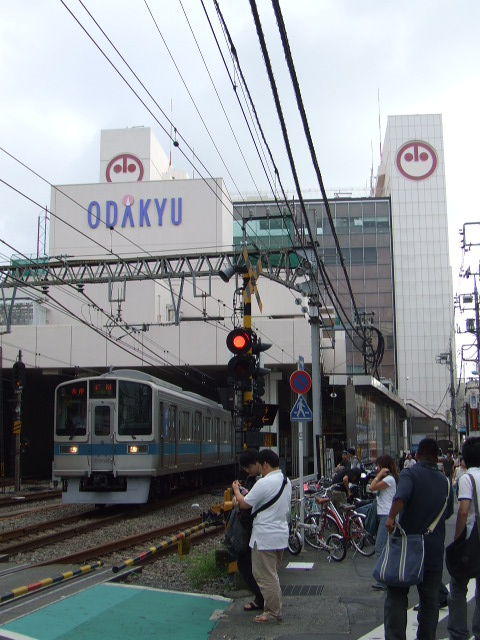
新宿側から見た小田急町田駅外観（2007年7月）
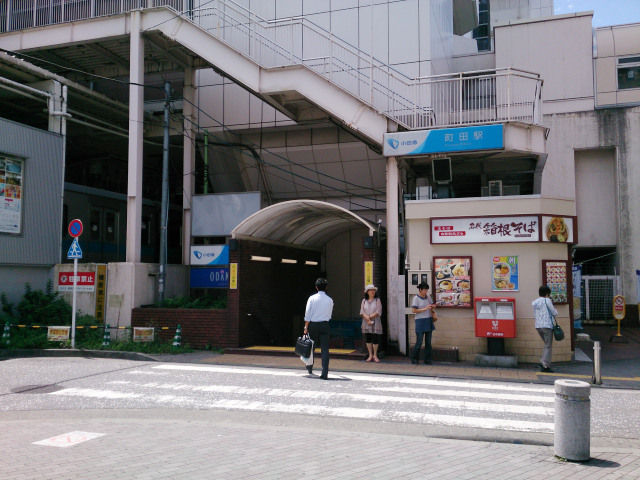
小田急町田駅北口（2016年8月）
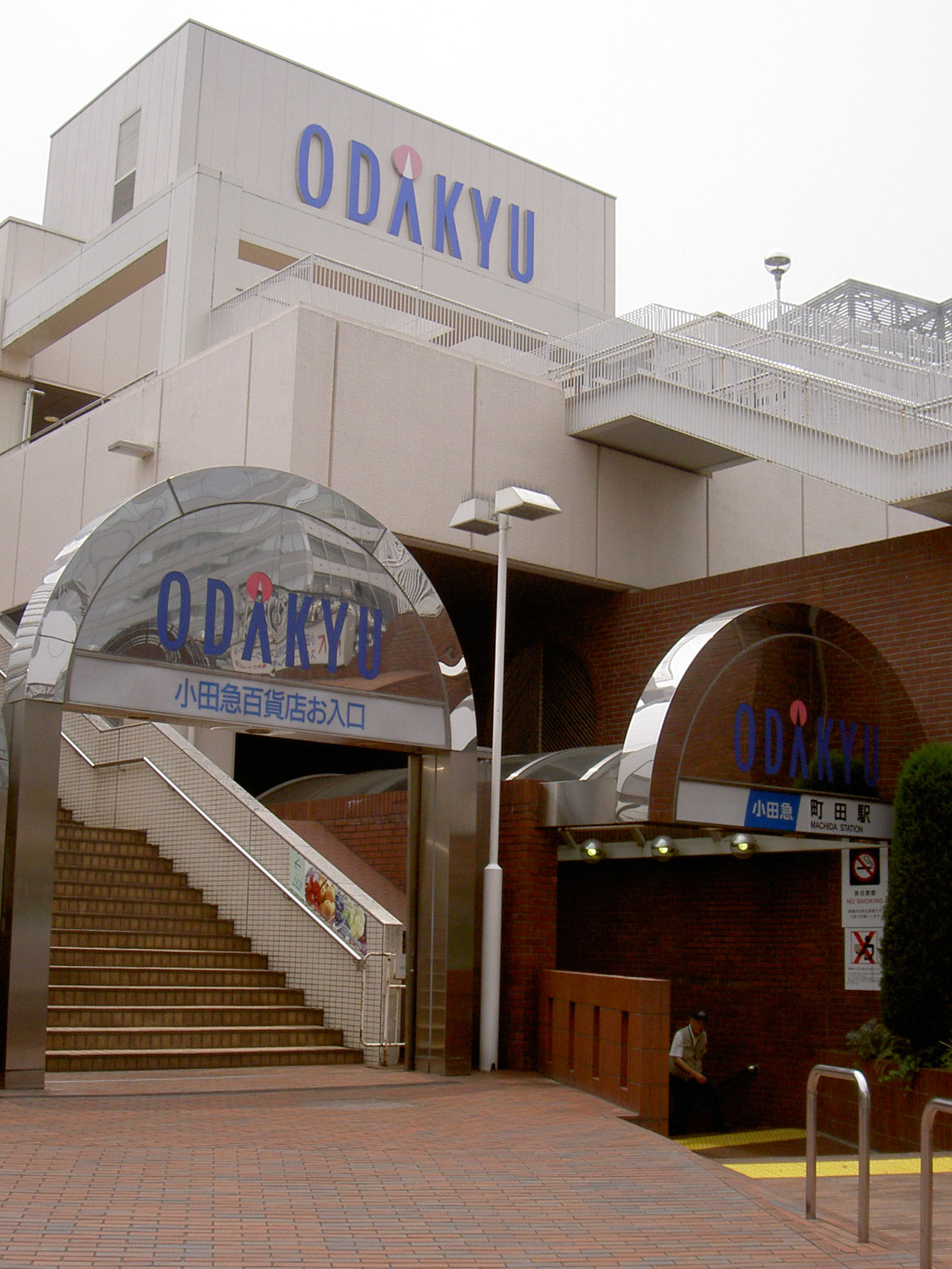
小田急町田駅東口 （2006年6月）
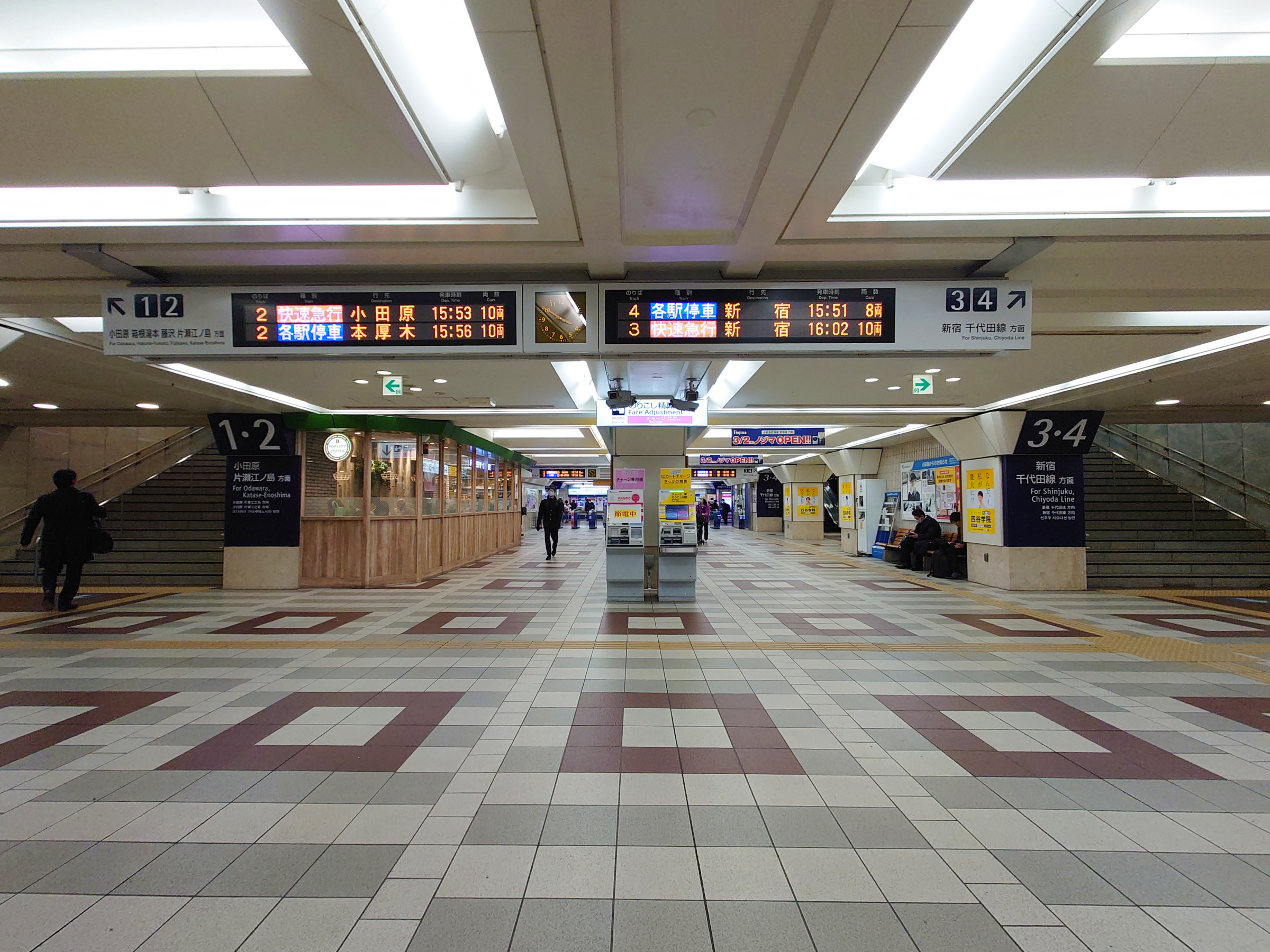
小田急町田駅改札内コンコース（2023年2月）
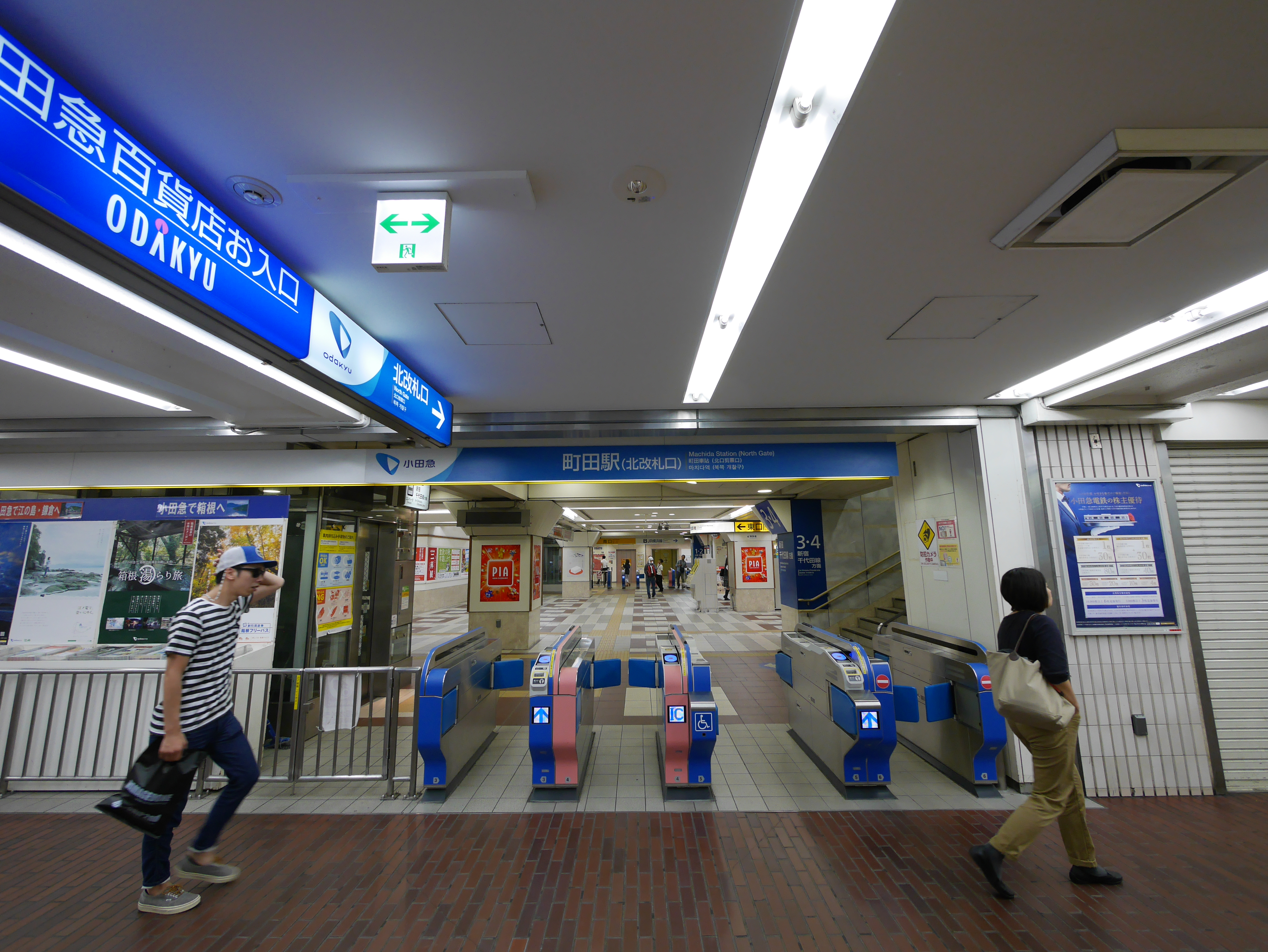
小田急町田駅北口改札（2015年9月）
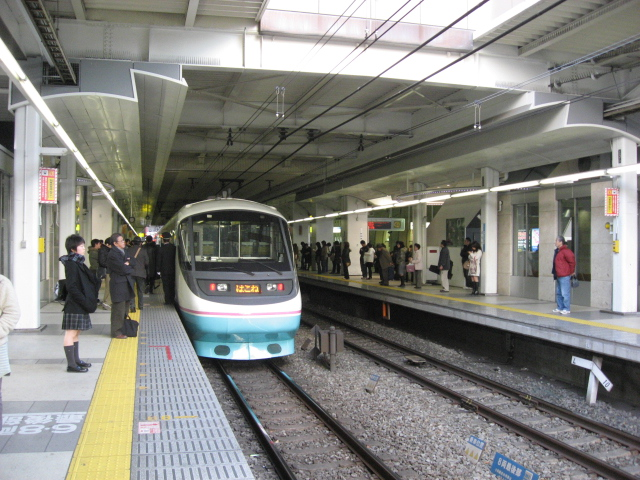
小田急町田駅ホーム（ホームドア設置前）

## 連絡乗車について
JR東日本と小田急電鉄で連絡乗車券などを発行できるように検討していたが、2008年3月15日より当駅経由の連絡定期券の購入ができるようになった。
JR東日本と小田急電鉄との間で連絡運輸の協定がなされていなかったため、JR横浜線と小田急小田原線を乗り継ぐ場合の連絡乗車券・定期券などの購入はできなかった。そのため、それぞれの乗車券（回数券および磁気・Suica・PASMOの各定期券を含む）は別々に購入する必要があった。このためか、両社においてSuicaやパスネットが導入される以前は乗り換え客による乗車券購入待ちの列により自動券売機付近が非常に混雑し、自由通路を通ることができない状態になっていた。2014年現在でも引き続き連絡定期券以外の連絡乗車券類は購入できないため、ICカード・IC定期券所持者以外の不便な状況は変わっていない。
なお、定期券以外の連絡運輸が設けられていないのは、横浜線と小田急線は開業時から現在まで別駅扱いのためとみられる。その経緯については「#歴史」・「#横浜線の駅の移転について」も参照。
似たような例として、新越谷駅と南越谷駅、秋津駅と新秋津駅などがある。
なお、2023年3月18日より、一部を除くJR線と連絡会社線の連絡乗車券の発売を終了した。

## 利用状況
2社を合算した2023年度の1日平均乗降人員は約45万人である。これは町田市のみならず、多摩地域の鉄道路線全駅で最も多い値である。
- JR東日本 - 2023年度（令和5年度）の1日平均乗車人員は98,307人である[JR 1]。
同社の駅では国分寺駅に次ぐ第32位。横浜線では最も利用客が多い。
- 小田急電鉄 - 2024年度（令和6年度）の1日平均乗降人員は258,628人である[odakyu 1]。
同社の駅では新宿駅、代々木上原駅に次ぐ第3位である。2022年度までは第2位だった[odakyu 2]。

### 年度別1日平均乗降人員
各年度の1日平均乗降人員は下表の通りである。
| 年度               | 小田急電鉄       | 小田急電鉄 |
| 年度               | 1日平均 乗降人員 | 増加率     |
| ------------------ | ---------------- | ---------- |
| 1928年（昭和03年） | 1,139            |            |
| 1930年（昭和05年） | 1,333            |            |
| 1935年（昭和10年） | 928              |            |
| 1940年（昭和15年） | 5,234            |            |
| 1946年（昭和21年） | 14,672           |            |
| 1950年（昭和25年） | 17,176           |            |
| 1955年（昭和30年） | 25,979           |            |
| 1960年（昭和35年） | 42,215           |            |
| 1965年（昭和40年） | 86,434           |            |
| 1970年（昭和45年） | 132,032          |            |
| 1975年（昭和50年） | 154,830          |            |
| 1980年（昭和55年） | 197,393          |            |
| 1985年（昭和60年） | 236,259          |            |
| 1989年（平成元年） | 281,813          |            |
| 1990年（平成02年） | 287,587          | 2.0%       |
| 1992年（平成04年） | 299,216          |            |
| 1993年（平成05年） | 297,703          | −0.5%      |
| 1995年（平成07年） | 292,456          |            |
| 1996年（平成08年） | 291,115          | −0.5%      |
| 1997年（平成09年） | 281,167          | −3.4%      |
| 1998年（平成10年） | 279,498          | −0.6%      |
| 1999年（平成11年） | 277,587          | −0.7%      |
| 2000年（平成12年） | 277,304          | −0.1%      |
| 2001年（平成13年） | 279,674          | 0.9%       |
| 2002年（平成14年） | 279,501          | −0.1%      |
| 2003年（平成15年） | 282,772          | 1.2%       |
| 2004年（平成16年） | 280,786          | −0.7%      |
| 2005年（平成17年） | 281,280          | 0.2%       |
| 2006年（平成18年） | 282,478          | 0.4%       |
| 2007年（平成19年） | 288,300          | 2.1%       |
| 2008年（平成20年） | 291,952          | 1.3%       |
| 2009年（平成21年） | 289,622          | −0.8%      |
| 2010年（平成22年） | 290,621          | 0.3%       |
| 2011年（平成23年） | 288,884          | −0.6%      |
| 2012年（平成24年） | 291,678          | 1.0%       |
| 2013年（平成25年） | 292,779          | 0.4%       |
| 2014年（平成26年） | 289,013          | −1.3%      |
| 2015年（平成27年） | 291,911          | 1.0%       |
| 2016年（平成28年） | 291,802          | 0.0%       |
| 2017年（平成29年） | 292,579          | 0.3%       |
| 2018年（平成30年） | 293,572          | 0.3%       |
| 2019年（令和元年） | 289,419          | −1.4%      |
| 2020年（令和02年） | 200,781          | −30.6%     |
| 2021年（令和03年） | 221,094          | 10.1%      |
| 2022年（令和04年） | 246,459          | 11.5%      |
| 2023年（令和05年） | 254,478          | 3.3%       |
| 2024年（令和06年） | 258,628          | 1.6%       |

### 年度別1日平均乗車人員（1900年代 - 1930年代）
各年度の1日平均乗車人員は下表の通り。
| 年度               | 横浜鉄道   | 小田原 急行鉄道 | 出典              |
| ------------------ | ---------- | --------------- | ----------------- |
| 1908年（明治41年） | [ 備考 1 ] | 未開業          |                   |
| 1911年（明治44年） | 177        | 未開業          | [ 東京府統計 1 ]  |
| 1912年（大正元年） | 176        | 未開業          | [ 東京府統計 2 ]  |
| 1913年（大正02年） | 180        | 未開業          | [ 東京府統計 3 ]  |
| 1914年（大正03年） | 171        | 未開業          | [ 東京府統計 4 ]  |
| 1915年（大正04年） | 164        | 未開業          | [ 東京府統計 5 ]  |
| 1916年（大正05年） | 191        | 未開業          | [ 東京府統計 6 ]  |
| 1919年（大正08年） | 321        | 未開業          | [ 東京府統計 7 ]  |
| 1920年（大正09年） | 347        | 未開業          | [ 東京府統計 8 ]  |
| 1922年（大正11年） | 392        | 未開業          | [ 東京府統計 9 ]  |
| 1923年（大正12年） | 404        | 未開業          | [ 東京府統計 10 ] |
| 1924年（大正13年） | 517        | 未開業          | [ 東京府統計 11 ] |
| 1925年（大正14年） | 560        | 未開業          | [ 東京府統計 12 ] |
| 1926年（昭和元年） | 623        | 未開業          | [ 東京府統計 13 ] |
| 1927年（昭和02年） | 600        | 407             | [ 東京府統計 14 ] |
| 1928年（昭和03年） | 644        | 575             | [ 東京府統計 15 ] |
| 1929年（昭和04年） | 648        | 639             | [ 東京府統計 16 ] |
| 1930年（昭和05年） | 558        | 736             | [ 東京府統計 17 ] |
| 1931年（昭和06年） | 511        | 560             | [ 東京府統計 18 ] |
| 1932年（昭和07年） | 504        | 411             | [ 東京府統計 19 ] |
| 1933年（昭和08年） | 566        | 411             | [ 東京府統計 20 ] |
| 1934年（昭和09年） | 601        | 463             | [ 東京府統計 21 ] |
| 1935年（昭和10年） | 657        | 460             | [ 東京府統計 22 ] |

### 年度別1日平均乗車人員（1953年 - 2000年）
| 年度               | 国鉄 / JR東日本 | 小田急電鉄 | 出典              |
| ------------------ | --------------- | ---------- | ----------------- |
| 1953年（昭和28年） | 10,471          |            | [ 東京都統計 1 ]  |
| 1954年（昭和29年） | 10,663          |            | [ 東京都統計 2 ]  |
| 1955年（昭和30年） | 10,582          |            | [ 東京都統計 3 ]  |
| 1956年（昭和31年） | 10,464          | 14,035     | [ 東京都統計 4 ]  |
| 1957年（昭和32年） | 11,261          | 15,115     | [ 東京都統計 5 ]  |
| 1958年（昭和33年） | 11,373          | 17,172     | [ 東京都統計 6 ]  |
| 1959年（昭和34年） | 12,605          | 18,701     | [ 東京都統計 7 ]  |
| 1960年（昭和35年） | 13,512          | 21,244     | [ 東京都統計 8 ]  |
| 1961年（昭和36年） | 14,313          | 24,551     | [ 東京都統計 9 ]  |
| 1962年（昭和37年） | 16,051          | 29,304     | [ 東京都統計 10 ] |
| 1963年（昭和38年） | 18,092          | 34,165     | [ 東京都統計 11 ] |
| 1964年（昭和39年） | 19,524          | 38,762     | [ 東京都統計 12 ] |
| 1965年（昭和40年） | 20,213          | 43,376     | [ 東京都統計 13 ] |
| 1966年（昭和41年） | 22,120          | 46,722     | [ 東京都統計 14 ] |
| 1967年（昭和42年） | 23,123          | 50,035     | [ 東京都統計 15 ] |
| 1968年（昭和43年） | 23,422          | 54,689     | [ 東京都統計 16 ] |
| 1969年（昭和44年） | 22,306          | 62,363     | [ 東京都統計 17 ] |
| 1970年（昭和45年） | 22,282          | 67,282     | [ 東京都統計 18 ] |
| 1971年（昭和46年） | 23,421          | 72,167     | [ 東京都統計 19 ] |
| 1972年（昭和47年） | 24,981          | 74,414     | [ 東京都統計 20 ] |
| 1973年（昭和48年） | 24,953          | 75,970     | [ 東京都統計 21 ] |
| 1974年（昭和49年） | 26,575          | 78,813     | [ 東京都統計 22 ] |
| 1975年（昭和50年） | 26,612          | 78,940     | [ 東京都統計 23 ] |
| 1976年（昭和51年） | 28,110          | 82,989     | [ 東京都統計 24 ] |
| 1977年（昭和52年） | 28,504          | 86,781     | [ 東京都統計 25 ] |
| 1978年（昭和53年） | 29,594          | 91,043     | [ 東京都統計 26 ] |
| 1979年（昭和54年） | 31,287          | 93,137     | [ 東京都統計 27 ] |
| 1980年（昭和55年） | 37,738          | 101,283    | [ 東京都統計 28 ] |
| 1981年（昭和56年） | 46,293          | 106,762    | [ 東京都統計 29 ] |
| 1982年（昭和57年） | 51,074          | 110,110    | [ 東京都統計 30 ] |
| 1983年（昭和58年） | 55,880          | 113,866    | [ 東京都統計 31 ] |
| 1984年（昭和59年） | 56,948          | 114,397    | [ 東京都統計 32 ] |
| 1985年（昭和60年） | 59,910          | 118,874    | [ 東京都統計 33 ] |
| 1986年（昭和61年） | 65,551          | 125,597    | [ 東京都統計 34 ] |
| 1987年（昭和62年） | 70,899          | 131,546    | [ 東京都統計 35 ] |
| 1988年（昭和63年） | 79,951          | 138,816    | [ 東京都統計 36 ] |
| 1989年（平成元年） | 85,740          | 141,784    | [ 東京都統計 37 ] |
| 1990年（平成02年） | 89,290          | 143,805    | [ 東京都統計 38 ] |
| 1991年（平成03年） | 93,298          | 148,423    | [ 東京都統計 39 ] |
| 1992年（平成04年） | 96,238          | 149,605    | [ 東京都統計 40 ] |
| 1993年（平成05年） | 97,827          | 149,499    | [ 東京都統計 41 ] |
| 1994年（平成06年） | 98,679          | 148,458    | [ 東京都統計 42 ] |
| 1995年（平成07年） | 99,030          | 147,071    | [ 東京都統計 43 ] |
| 1996年（平成08年） | 100,526         | 145,649    | [ 東京都統計 44 ] |
| 1997年（平成09年） | 99,594          | 142,225    | [ 東京都統計 45 ] |
| 1998年（平成10年） | 98,819          | 141,562    | [ 東京都統計 46 ] |
| 1999年（平成11年） | 99,632          | 140,210    | [ 東京都統計 47 ] |
| 2000年（平成12年） | 100,602         | 139,901    | [ 東京都統計 48 ] |

### 年度別1日平均乗車人員（2001年以降）
| 年度               | JR東日本 | 小田急電鉄 | 出典              |
| ------------------ | -------- | ---------- | ----------------- |
| 2001年（平成13年） | 102,234  | 141,241    | [ 東京都統計 49 ] |
| 2002年（平成14年） | 102,890  | 140,918    | [ 東京都統計 50 ] |
| 2003年（平成15年） | 105,932  | 142,322    | [ 東京都統計 51 ] |
| 2004年（平成16年） | 104,832  | 141,466    | [ 東京都統計 52 ] |
| 2005年（平成17年） | 104,452  | 141,718    | [ 東京都統計 53 ] |
| 2006年（平成18年） | 104,576  | 142,290    | [ 東京都統計 54 ] |
| 2007年（平成19年） | 105,682  | 144,689    | [ 東京都統計 55 ] |
| 2008年（平成20年） | 108,214  | 146,233    | [ 東京都統計 56 ] |
| 2009年（平成21年） | 107,799  | 145,014    | [ 東京都統計 57 ] |
| 2010年（平成22年） | 109,077  | 145,422    | [ 東京都統計 58 ] |
| 2011年（平成23年） | 109,042  | 144,516    | [ 東京都統計 59 ] |
| 2012年（平成24年） | 110,543  | 145,827    | [ 東京都統計 60 ] |
| 2013年（平成25年） | 110,940  | 146,353    | [ 東京都統計 61 ] |
| 2014年（平成26年） | 110,223  | 144,375    | [ 東京都統計 62 ] |
| 2015年（平成27年） | 112,161  | 145,803    | [ 東京都統計 63 ] |
| 2016年（平成28年） | 112,447  | 145,800    | [ 東京都統計 64 ] |
| 2017年（平成29年） | 112,710  | 146,175    | [ 東京都統計 65 ] |
| 2018年（平成30年） | 112,540  | 146,737    | [ 東京都統計 66 ] |
| 2019年（令和元年） | 110,899  | 144,615    | [ 東京都統計 67 ] |
| 2020年（令和02年） | 77,722   | 100,436    | [ 東京都統計 68 ] |
| 2021年（令和03年） | 86,227   |            |                   |
| 2022年（令和04年） | 95,015   |            |                   |
| 2023年（令和05年） | 98,307   |            |                   |

備考
1. ↑  1908年9月23日開業。
2. ↑  1927年4月1日開業。

## 駅周辺

### 概説
JRの駅北側は東京でも有数の繁華街・歓楽街として発展しており、小田急百貨店やルミネ、マルイといった大型商業施設や飲食店などが小田急とJRの駅を中心に多数集積している。駅周辺は多摩地域有数の商業地として吉祥寺、立川、八王子と合わせて多摩地域の4大商業地に数えられ、南多摩地区の拠点である。南多摩地域のみならず、神奈川県央や横浜市北西部（いわゆる武相地域）の拠点としても栄える。
小田急線と横浜線中央口北口周辺は東京都町田市の原町田、森野、中町で、現在の繁華街は主に原町田4、6丁目付近に広がる。一方、横浜線の町田駅南口周辺は原町田1丁目だが、境川の旧流路が現在での神奈川県との都県境となっているため、境川を渡った相模大野駅側や、町田駅側であっても南口前のデニーズをはじめとした一部の住所は相模原市南区上鶴間本町となる。
- JR町田駅駅ビル - ルミネ
- 小田急町田駅駅ビル - 小田急百貨店

鉄道の開業前、現在の駅周辺は鎌倉街道が横切る原野だったが、鎌倉時代より鎌倉街道の宿場として栄えた町田村の一部住民が1580年代にこの地域を開拓し原町田村が出来る。その後江戸時代末期の鎖国解除直後から、絹の道（生糸）の中継地、集散地として栄え、その流れで現在の原町田二丁目付近には多くの商店が建ち並んだ。
明治時代以降に横浜線や小田急線が開業すると駅近隣の発展は急速に進み始める。そして、1960年代から1970年代にかけて、住宅供給公社や当時の日本住宅公団によって市内に多数の大規模集合住宅（いわゆるマンモス団地）が建設されると、大丸（町田大丸に分社後、撤退）、緑屋（撤退）、さいか屋（専門店ビルのジョルナに業態転換）、ダイエー（トポス→メディアバレー→グルメシティ（上層階にダイソーが入居）と業態転換して閉店後、建て替えを行って現在は高層マンションおよびダイエー）などの百貨店、スーパーマーケットが次々に駅前に進出し、商業地としての地位を確実なものとした。今日では小田急百貨店や町田東急ツインズをはじめとして、ルミネ、マルイ、モディ、西友、ヨドバシカメラ、ビックカメラ、ドン・キホーテ、ジョルナ、BOOK・OFF（2館体制）などの大型店が林立し、さらには古くからの庶民的な商店街や若者向けの店も数多くひしめき合う、都民のみならず神奈川県民も多く訪れる日本でも有数の商業地として著しく発達しており、小田急線沿線としては新宿に次ぐ2番目、横浜線沿線では最大規模の商業地となっている。このように当駅周辺は多くの若者向け商業施設が集積していることから、俗に「西の渋谷」と呼ばれることもある。
このような大商業地でありながら、周辺の南町田、橋本、南大沢、新百合ヶ丘、海老名（ビナウォーク）などに開設されたシネマコンプレックスとの競合により、2館あった小規模映画館が閉館したほか、郵政事業民営化に伴うぱ・る・るプラザ町田閉鎖に伴う併設映画館の閉館により、当駅周辺には映画鑑賞施設が存在しない状態となった。
横浜線原町田駅跡地周辺は駅の移転後に合わせて再開発され、1983年にバスターミナル、自転車駐車場、自動車駐車場、商業施設、JR町田駅ターミナル口改札からなる「町田ターミナルプラザ」が開業し、東京急行電鉄（現在の東急）が所有する商業棟にはテナントとして東急ハンズが入居した。その後東急ハンズは東急百貨店まちだ店の再編に際し2007年に百貨店とともに一旦閉店し、同年、百貨店を業態変更した専門店ビルである町田東急ツインズに移転した。東急ハンズ移転後のターミナルプラザ商業棟には、2008年5月23日にファーストリテイリングが経営する商業施設のミーナ町田が入居している。一方、ターミナル棟（2階以下は町田市所有、3階以上は東京急行電鉄所有の「駐車場棟」）の1階は町田ターミナル（バスターミナル）、2階は「ターミナルエイト」と称し、9つの店舗（以前は名の通り8つ）が入れる商用スペースとなっている。ターミナルエイトは一時期、マクドナルドと喫茶店以外営業していない状態だったが、2008年のターミナルプラザ改装と2009年の町田ターミナル停留所への観光バス乗り入れによって、新たに数店舗が入居している。ターミナルエイトと商業棟の間は、「出会いのひろば」と称する子供用遊具が設置されていた広場でつながっている。出会いのひろばの奥には、1983年10月に設置された和田康男作「水のオブジェ」という作品があったが、ミーナ町田の開店に伴い子供用遊具と共に撤去されたが、後に子供用遊具は撤去したオブジェの位置に戻っている。出会いのひろばの北側には「ターミナルデッキ」と称するペデストリアンデッキがあり、JR町田駅ターミナル口から町田市立中央図書館（シティホテルのレンブラントホテル東京町田と同居）まで繋いでいる。このターミナルデッキ上には、1983年10月に設置された黒川紀章作「シティゲート」という作品があり、このモニュメントが真南北を示している。
JR町田駅から小田急町田駅までの間のペデストリアンデッキは往来が激しく、人通りは絶えることがない。JR中央口と小田急西口との間にはペデストリアンデッキが2つあるが、マルイ側のみに屋根があり、東急ツインズ、モディ側には屋根がない。マルイ側は1980年の横浜線町田駅移転とともに開設され、JRと小田急の連絡通路として使われたものだが、やがて常に全体が溢れ返るほど混雑したことから、モディ側（当時は大丸ビーミー）にも1993年に追加でデッキが建設された。なお、どちらも将来はターミナル側のデッキへの延伸接続を計画しており、実際に一部がターミナル方面へ伸ばされているが、1999年にルミネ前の一部が延伸されたのを最後に工事は止まっており、現段階では延伸の目処が立っていない。
JR中央口と町田東急ツインズとの間のペデストリアンデッキ上の広場は「モニュメント広場」と称され、その名の通り、回転する「曲がりくねった棒」でできたモニュメントが存在し、多くの鳩や鳥類が乗ったまま回転している光景もよく見られた。このモニュメントは1980年に設置された伊藤隆道作「動く彫刻 光の舞い」という作品である。この広場にも屋根が無かったため、一時期は傘を貸し出すサービスを行っていたが、2006年末頃にモニュメントを取り囲むような形で布製の屋根が設置された。
町田東急ツインズのEASTとWESTとの間の道路上のJR町田駅北口ペデストリアンデッキ向かいには、多摩都市モノレール町田駅の設置が計画されている。既に導入空間となる原町田大通りの一部は開通し、新道の建設も進められているが、多摩市南野 - 町田市小山田、旭町 - 芹ヶ谷公園付近など、一部区間での用地買収が滞っており、また多摩都市モノレールの財政的な問題もあるため、現時点でモノレールが町田駅まで延伸する目処は立っていない。なお、町田東急ツインズの両館の間を結ぶ連絡橋（クリスタルブリッジ）は、この計画があったために5階という高い位置に作られたとされる。
商業地域からJR町田駅を挟んだ南口側には、駅のすぐ目の前に大型家電量販店のヨドバシカメラがあり賑わってはいるが、その他は北口方面と比べると商業施設などに乏しい。また、JR南口至近の相模原市南区上鶴間本町には、かつて「田んぼ」と称された風俗街が存在し、現在でもマンション群の中に性風俗店やラブホテルが数多く並んでおり、一部のマスコミからは北口の歓楽街も含めて「西の歌舞伎町」と呼ばれている。2007年4月にはその風俗店などが並ぶ場所に存在する町田駅南交差点付近で暴力団組員による銃撃事件（町田市立てこもり事件）が発生し、犯人を確保するために多数の警察官や警視庁の特殊捜査班が駆けつけ、近隣地域を管轄警察官が立ち入り禁止にするなど大きな騒動になった。銃撃事件発生後は駅周辺の各所に警察官が配置され、治安が強化されている。なお、後述のように南口側の原町田1丁目では町の賑わいを創出する方向で再開発が検討されている（#駅周辺の再開発計画を参照）。
東京都町田市と神奈川県相模原市（昔の武蔵国と相模国）の境界とされた境川はかつては激しく蛇行しており、河川改修によって流路が直線化された後も両市間では一部区間を除いて都県境が非常に入り組んだまま残されている。そのため、前述のようにJR町田駅南口前のデニーズをはじめとした周辺の一部は境川の北側ではあるが、神奈川県相模原市に属する。
駅からしばらく歩くと、緑や公園が多く存在し、緑が豊かな街としての一面もある。駅周辺にある公園の一つである芹ヶ谷公園には、町田市立国際版画美術館があり、古今東西の多くの版画が常設展示されている。一方、駅周辺の上空は厚木海軍飛行場への空路となっていて、爆音を聞き空を見上げると軍用機の下部を見ることがある。1964年には当時の繁華街（現在のターミナル付近）で軍用機の墜落事故（町田米軍機墜落事故）が発生し、事故現場周辺にいた4名が死亡するという惨事もあった。

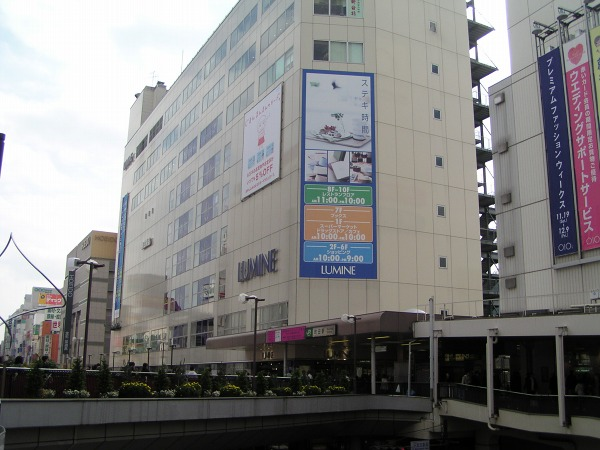
JR町田駅北口と駅ビルのルミネ町田（屋根設置前）
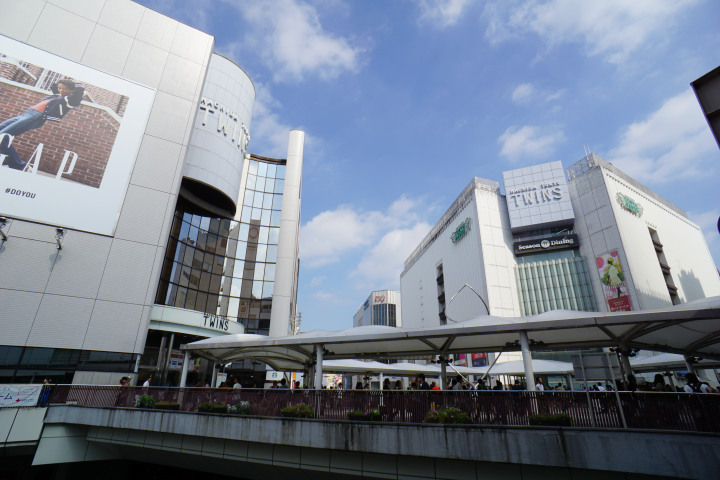
JR町田駅北口の町田東急ツインズ
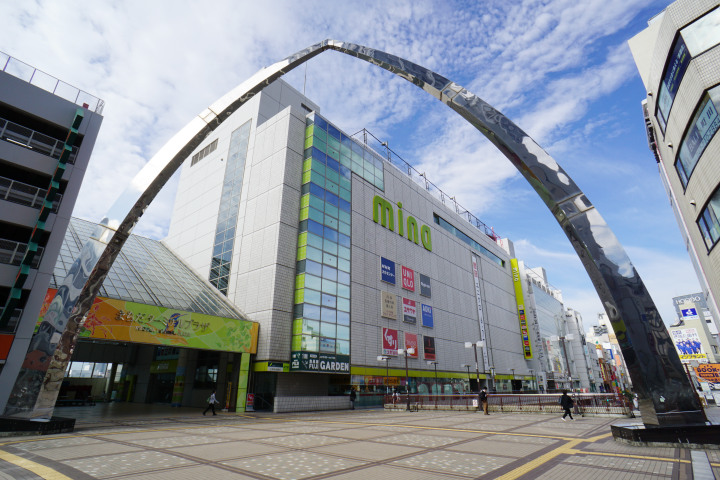
JR町田駅ターミナル口のミーナ町田とモニュメント「シティゲート」
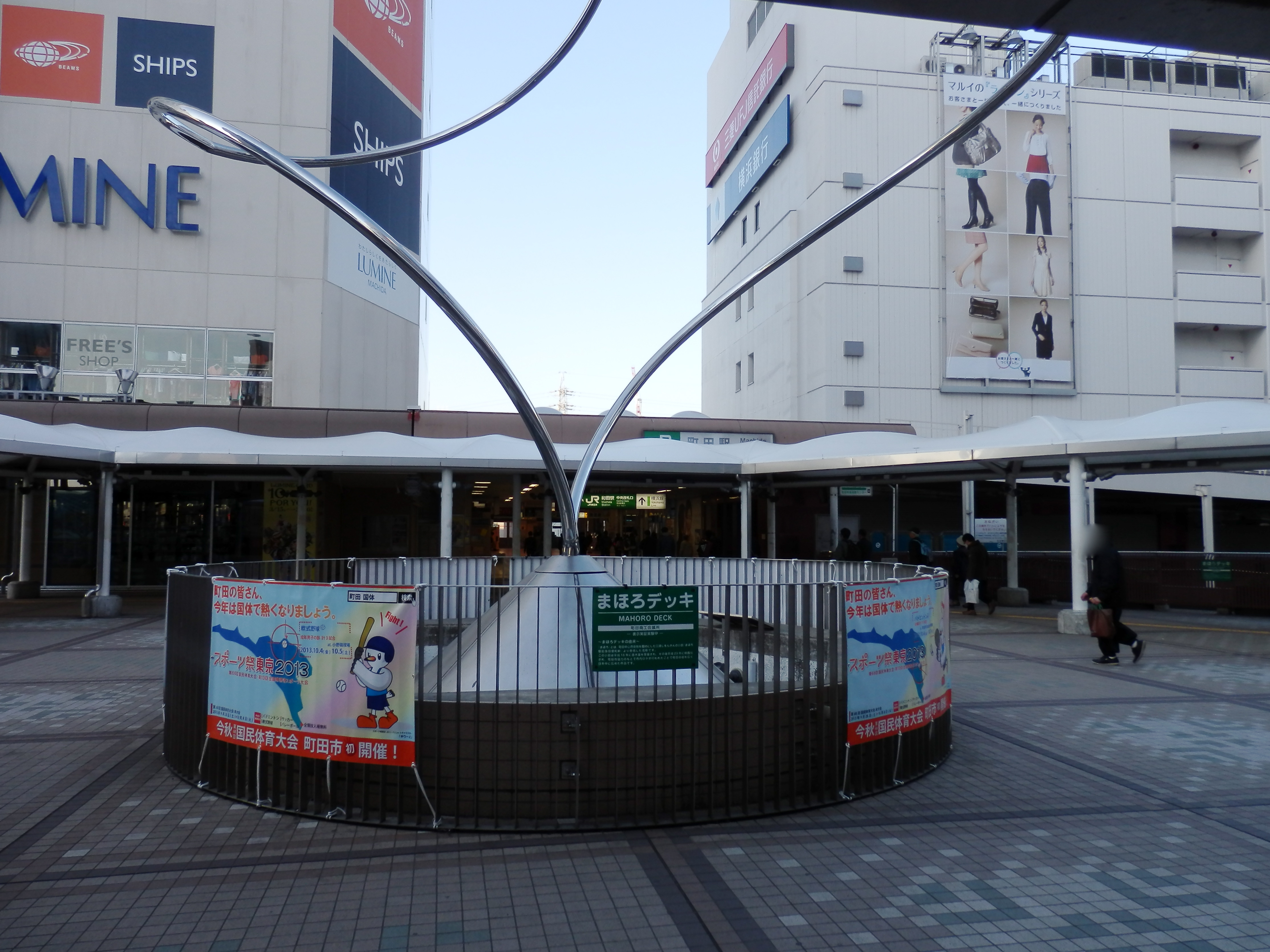
JR町田駅北口のモニュメント「動く彫刻 光の舞い」
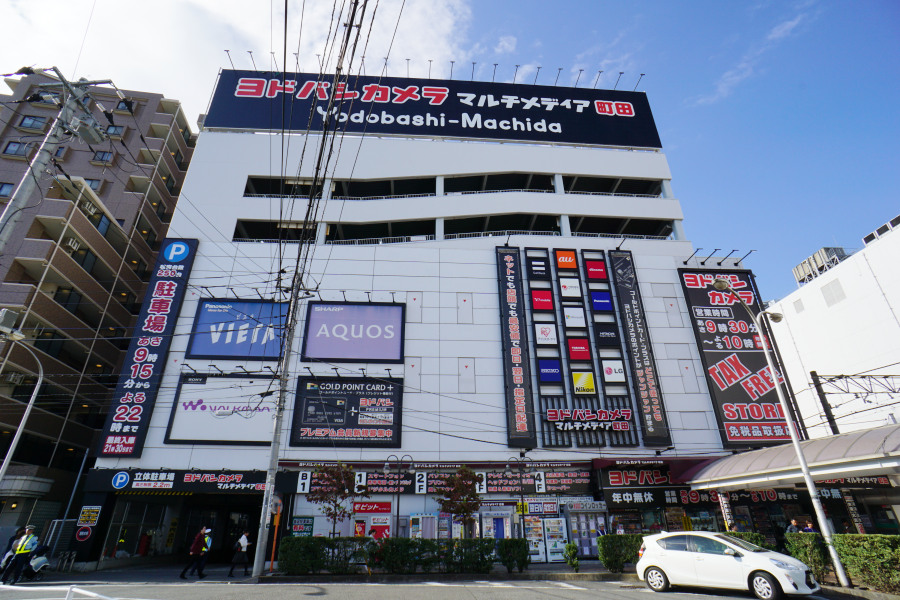
JR町田駅南口のヨドバシカメラ
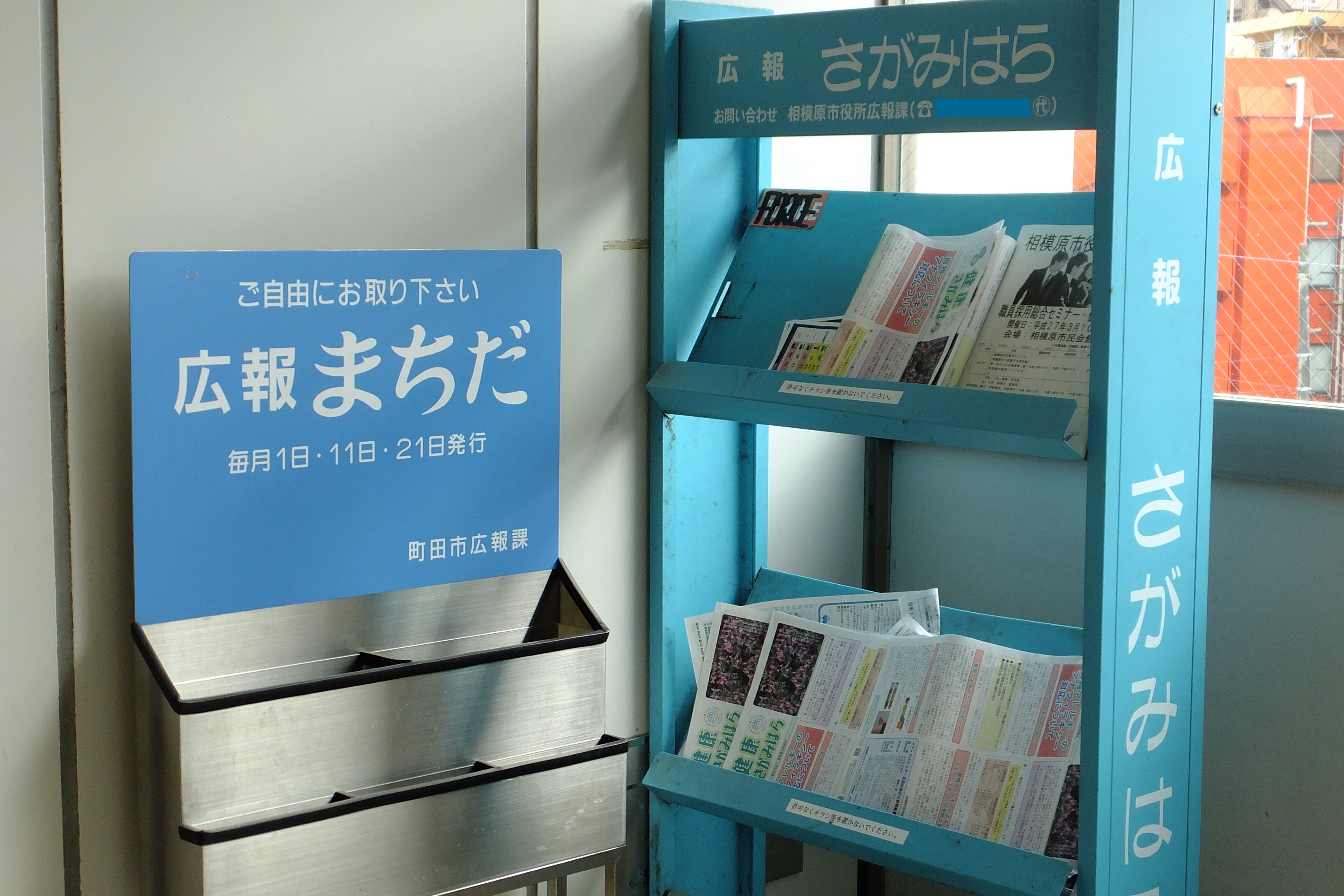
JR町田駅南口に町田・相模原市報棚を併設 （2015年3月）
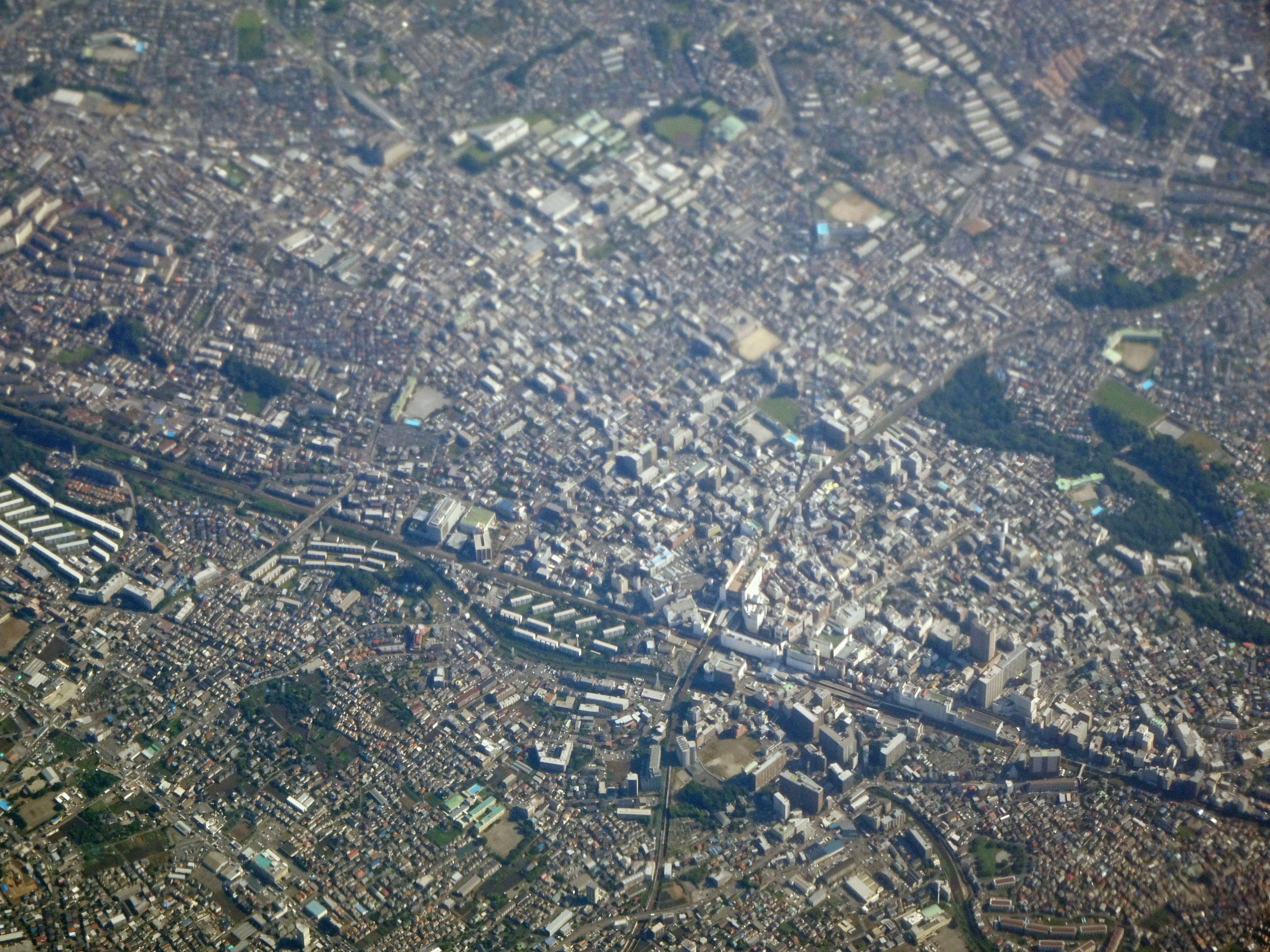
町田駅周辺空撮

#### 駅周辺の再開発計画
小田急線町田駅周辺地区および原町田1丁目地区（JR町田駅南口エリア）の2地区で再開発が検討されている。なお、この2地区は町田市の基本計画『まちだ未来づくりプラン』において、「町田駅周辺の魅力を向上させるプロジェクト」の重点検討地区に位置づけられている。
小田急線町田駅周辺地区（対象地区：約1ha）では建物の老朽化などが目立つため再開発を視野に入れているほか、新たにバスターミナル機能の導入も検討している。また、原町田1丁目地区はJR町田駅南口の玄関口でありながら鉄道により回遊性が遮断され、駅前のヨドバシカメラ以外は賑わいに乏しいことから、老朽化が問題となっている市営駐車場の建て替えを中心として商業施設の導入などにより賑わいの創出を目指し、町田市では2018年3月に「JR町田駅南地区まちづくり整備方針」を策定した。

### 商業施設
- 小田急百貨店町田店
  - ノジマ 小田急町田店
  - 紀伊國屋書店 小田急町田店
  - 無印良品 小田急町田
  - 成城石井 小田急町田店
- 小田急マルシェ町田
- 町田東急ツインズ
  - イースト
    - ハンズ町田店
    - 東急ストア 町田店

  - ウエスト
    - ニトリ
    - ヴィクトリア
- 町田センタービル
- ルミネ町田
  - ブックファースト
  - 無印良品
- 町田ジョルナ
- 町田マルイ
- 町田モディ
  - ロフト
  - 有隣堂
  - タワーレコード
- 西友町田店
- 町田パリオ
- ヨドバシカメラ マルチメディア町田
- ビックカメラアウトレット町田店・ソフマップ町田店
- ドン・キホーテ 町田駅前店
- ミーナ町田
  - ユニクロ
  - ジーユー
- ダイエー町田店
- 久美堂（本店、四丁目店）
- アニメイト町田
- らしんばん町田店
- BOOK・OFF SUPER BAZAAR 町田中央通り店

### 公共施設
- 町田市役所 - 2012年7月17日に中町一丁目から森野二丁目（町田市民ホール横）に移転[42]。
- 町田市役所町田駅前連絡所（行政窓口、小田急百貨店内）
- 町田市健康福祉会館
- 町田市保健所
- 町田公証役場
- 国税庁東京国税局町田税務署
- 町田簡易裁判所
- 町田合同庁舎
  - 町田区検察庁
  - 東京法務局町田出張所
  - 東京労働局八王子労働基準監督署町田支署
  - 町田公共職業安定所（ハローワーク町田）
- 町田公共職業安定所森野ビル庁舎
- 東京都町田合同庁舎
  - 東京都八王子都税事務所町田都税支所
  - 東京都南多摩東部建設事務所
- 防衛省自衛隊東京地方協力本部町田募集案内所
- 東京消防庁町田消防署原町田分駐所
- 町田警察署原町田交番 - JR町田駅中央口（北口）のペデストリアンデッキの下にある。
- 町田警察署町田駅前交番 - 小田急町田駅東口のカリヨン広場前にある。
- 町田警察署中町交番
- さがみはら安全安心ステーション（民間交番、相模原南警察署 町田駅南口臨時警備出張所）

### 文化施設
- 町田市民ホール
- まちだ中央公民館
- 町田市生涯学習センター
- 町田市民フォーラム
- 町田市子どもセンターまあち
- 町田市民文学館ことばらんど
- 町田市立中央図書館
- 町田市立さるびあ図書館
- まちの駅ぽっぽ町田
- PLAZA町田（旧・ぱ・る・るプラザ町田）
  - 町田市文化交流センター
- 町田市立国際版画美術館（芹ヶ谷公園内）
- 泰巖歴史美術館

### 公園
- 町田市立芹ヶ谷公園
- 町田シバヒロ - 旧町田市役所跡地の芝生広場

### 寺院・神社
- 浄運寺
- 勝楽寺
- 妙延寺
- 宗保院
- 町田天満宮
- 母智丘神社
- 鹿島神社
- 青柳寺

### 郵便局
- 町田駅前郵便局（旧・ぱ・る・るプラザ町田内郵便局）
- 原町田六郵便局
- 原町田郵便局
- 町田森野郵便局

### 金融機関
- みずほ銀行
- 三菱UFJ銀行
- 三井住友銀行
- りそな銀行
- きらぼし銀行
- 横浜銀行
- 山梨中央銀行
- 三菱UFJ信託銀行
- みずほ信託銀行
- 三井住友信託銀行
- SBI新生銀行
- 西武信用金庫
- 城南信用金庫
- 多摩信用金庫
- 中央労働金庫
- 町田市農業協同組合

### 教育施設
- 河合塾
- 駿台予備学校
- 大原簿記医療秘書公務員専門学校町田校
- 東京町田情報ITクリエイター専門学校
- 東京町田歯科衛生学院専門学校
- アルファ医療福祉専門学校
- 町田デザイン&建築専門学校
- 町田調理師専門学校
- 町田福祉保育専門学校
- 町田美容専門学校
- 町田製菓専門学校
- 医療ビジネス観光福祉専門学校
- 東京都立町田高等学校

### 宿泊施設
- レンブラントホテル東京町田
- ホテル町田ヴィラ
- ホテルリブマックス町田駅前
- ホテルリソル町田
- ビジネスイン サンホテル
- ホテル新宿屋
- アパホテル〈町田駅東〉
- 東横INN町田駅小田急線東口

## バス路線
当駅周辺には、下記の5つのバス停留所があり、時間帯や方面によって発着場所がそれぞれ異なる。
- 町田バスセンター - 横浜線中央口北口 - 小田急線西口までの高架下付近
- 町田バスセンター15番線 - 町田駅前通りを市役所方向に100mほど進んだ路上（町田バスセンターの15番乗り場と同一の場所）
- 町田ターミナル - 横浜線ターミナル口のまちだターミナルプラザ1階。高速バス乗り場としては町田ターミナルプラザの名称が用いられる。
- 町田ターミナル前 - 横浜線ターミナル口の町田駅前通り路上にある降車場
- 町田駅 - 小田急線東口のPOPビル付近路上（栄通り（旧町田街道））

### タクシー
町田駅周辺には、タクシー乗り場が4箇所ある。
- 小田急線町田駅西口 - 横浜線町田駅方面通路脇の階段下にある。
- JR横浜線町田駅北口 - 町田マルイ側ペデストリアンデッキ下のパチンコ店「楽園」前にある。
- JR横浜線町田駅南口 - 南口東寄り階段下にある。町田市内よりも相模原市内や国道16号沿線方面へ向かうのに便利。
- JR横浜線町田駅ターミナル口 - ペデストリアンデッキ北西寄り階段下のミーナ町田向かい側にある。

上記以外にも深夜帯に限り、小田急線町田駅北口のりそな銀行前にタクシーが待機しており、この場所からも乗車可能。

## 隣の駅
東日本旅客鉄道（JR東日本）
 横浜線
■快速
長津田駅 (JH 21) - 町田駅 (JH 23) - 相模原駅 (JH 27)
■各駅停車
成瀬駅 (JH 22) - 町田駅 (JH 23) - 古淵駅 (JH 24)
小田急電鉄
 小田原線
- □特急ロマンスカー「はこね」「さがみ」「モーニングウェイ」「メトロはこね」一部停車駅、「ホームウェイ」「メトロモーニングウェイ」「メトロホームウェイ」全列車停車駅

■快速急行・■急行
新百合ヶ丘駅 (OH 23) - 町田駅 (OH 27) - 相模大野駅 (OH 28)
□通勤準急・■準急・■各駅停車（通勤準急は平日朝上りのみ、準急は平日夕夜間下りのみ運転）
玉川学園前駅 (OH 26) - 町田駅 (OH 27) - 相模大野駅 (OH 28)